# Philodendren
Die Philodendren (Philodendron), zu deutsch Baumfreund, sind die einzige Gattung der Tribus Philodendreae in der Unterfamilie Aroideae innerhalb der Pflanzenfamilie der Aronstabgewächse (Araceae). Die Philodendron-Arten stammen meist aus neotropischen Regenwäldern vom US-Bundesstaat Florida über Mexiko, Zentralamerika und den Karibischen Inseln bis zum tropischen Südamerika.

## Beschreibung

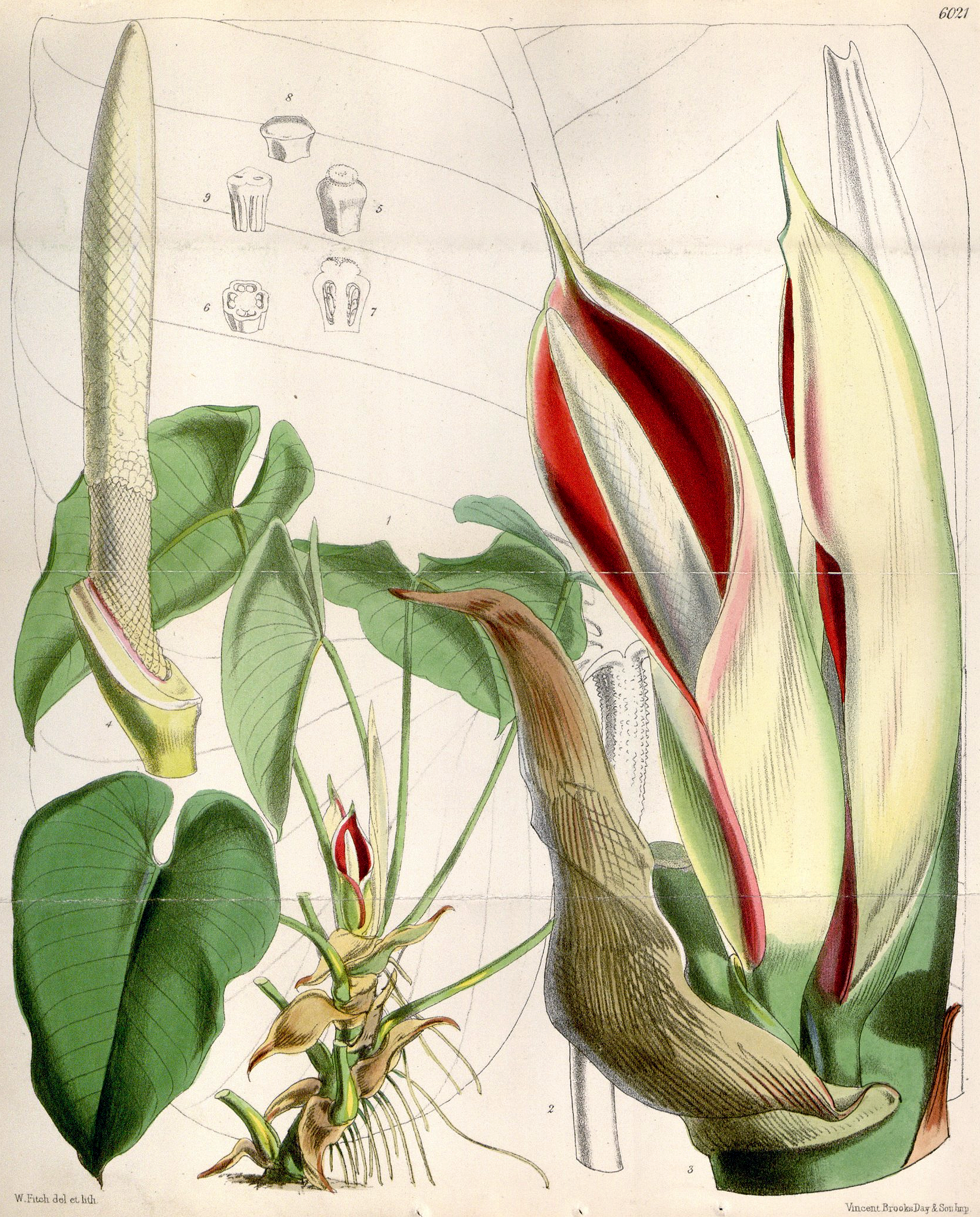
Illustration von Philodendron ornatum aus Curtis’s Botanical Magazine, 1873

Bei Philodendron-Arten handelt es sich um immergrüne, ausdauernde krautige Pflanzen, die als Wurzelkletterer, epiphytisch oder buschförmig wachsen können. Den auf Bäume kletternden und den Bäumen dabei nicht schadenden Arten verdankt die Gattung ihren Namen. Sie können Wuchshöhen von bis zu 6 Metern erreichen. Die ledrigen, glänzenden Laubblätter können einfach, fiederteilig oder fiederspaltig sein; sie sind eiförmig, länglich, herz-, pfeil- oder breit speerförmig, ganzrandig oder gesägt und stehen wechselständig, an langen Sprossachsen oder in Rosetten. Die Blütenstände bestehen aus dem für Aronstabgewächse typischen einzelnen Hüllblatt (Spatha) und einem Kolben (Spadix).

## Ökologie und Giftigkeit

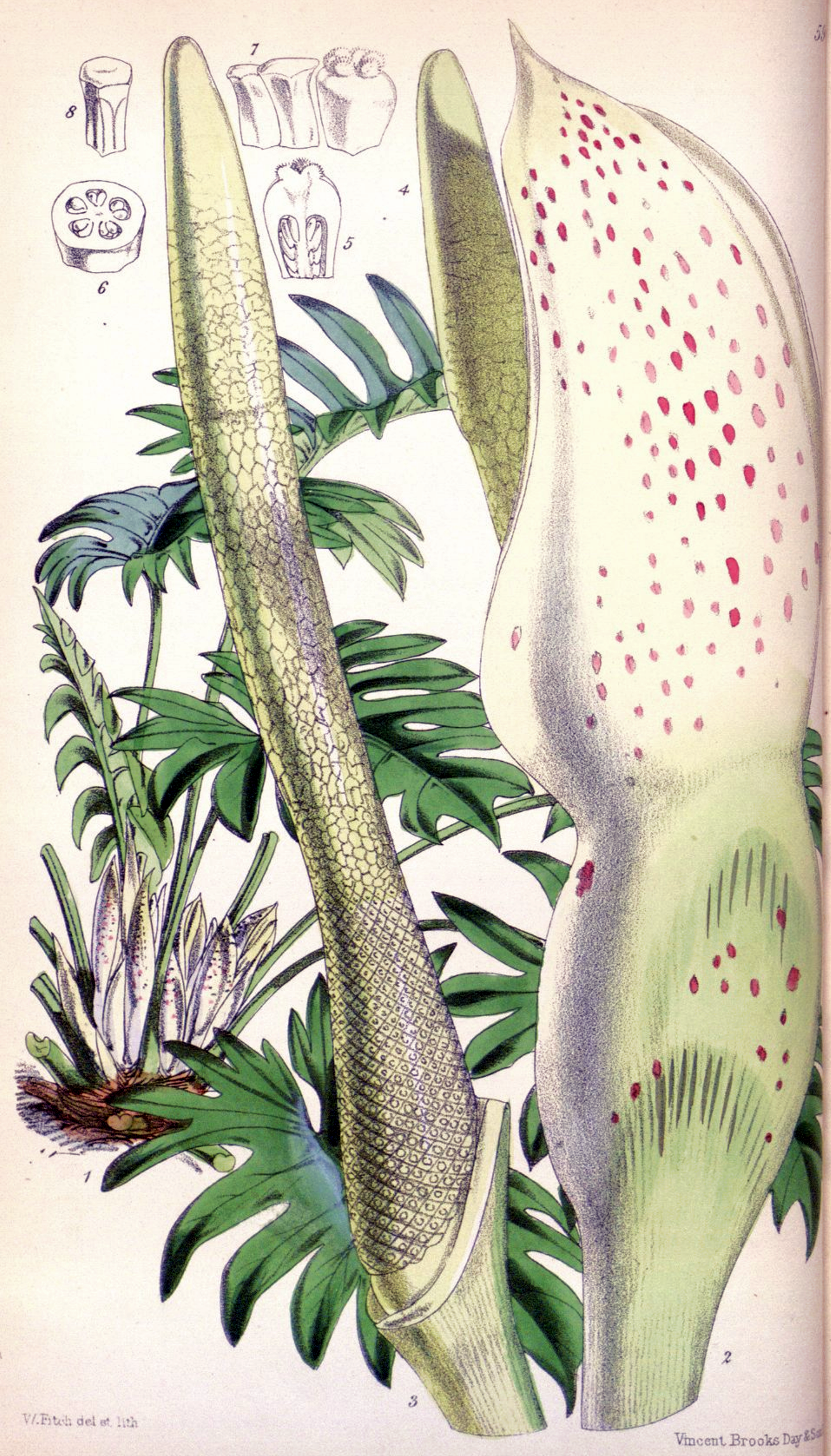
Philodendron pinnatifidum aus Curtis’s Botanical Magazine, 1872

Philodendren können eine höhere Temperatur als die Außentemperatur erzeugen. Bei 4° C beträgt die Temperatur in den geschlossenen Blütenständen beispielsweise von Philodendron bipinnatifidum bis zu 38 °C. Durch die höhere Temperatur strömen die Duftstoffe der Blüten besser aus. Die Blüten der Philodendren riechen aasartig und locken Insekten zur Bestäubung an.
Die Früchte sind grün und gurkenähnlich langgestreckt. Das reife Fruchtinnere einiger kultivierter Arten schmeckt bananenartig und ist um einen weichen Kern geschichtet.
Alle Pflanzenteile rufen nach Verzehr starkes Unwohlsein hervor, Kontakt mit dem Saft kann zu Hautreizungen führen.

## Systematik und botanische Geschichte
Die ersten Arten dieser Gattung wurden schon sehr früh gesammelt, beispielsweise 1664 von Georg Marcgraf und etwas später von Charles Plumier; für Ende des 17. Jahrhunderts ist Nikolaus Joseph von Jacquin zu nennen. Die im 17., 18. Jahrhundert und Anfang des 19. Jahrhunderts gesammelten und beschriebenen Arten wurden meist in die Gattung Arum eingeordnet.
Die Gattung Philodendron wurde 1829 durch Heinrich Wilhelm Schott in Wiener Zeitschrift für Kunst, Litteratur, Theater und Mode 1829, 3, S. 780 aufgestellt, dort „Philodendrum“ geschrieben. Typusart ist Philodendron grandifolium (Jacq.) Schott, die 1797 als Arum grandifolium Jacq. erstveröffentlicht wurde. Schott veröffentlichte 1832 in Meletemata Botanica ein Klassifizierungssystem der Familie Araceae anhand von Blütenmerkmalen, dort verwendete er die richtige Schreibweise Philodendron. Philodendron Schott nom. cons. wurde nach den Regeln der ICN (Melbourne ICN Art. 14.11 & App. III) konserviert gegenüber der originalen Schreibweise „Philodendrum“. Der Gattungsname Philodendron leitet sich von den griechischen Wörtern philo für Liebe oder liebend und dendron für Baum ab.
Synonyme für Philodendron Schott sind: Arosma Raf., Baursea (Rchb.) Hoffmanns. ex Kuntze, Calostigma Schott nom. inval.,Elopium Schott, Meconostigma Schott, Sphincterostigma Schott, Telipodus Raf. Philodendron ist die einzige Gattung der Tribus Philodendreae in der Unterfamilie Aroideae innerhalb der Familie Araceae.
Die Gattung Philodendron wurde von Mayo 1990 in drei Untergattungen gegliedert: Untergattung Meconostigma, Untergattung Pteromischum, UntergattungPhilodendron. Croat gliedert 1997 die Gattung Philodendron zusätzlich in einige Sektionen und Untersektionen: Sektion Baursia, Sektion Philopsammos, Sektion Philodendron (mit den Untersektionen Achyropodium, Canniphyllium, Macrolonchium, Philodendron, Platypodium, Psoropodium, Solenosterigma), Sektion Calostigma (mit den Untersektionen Bulaoana, Eucardium, Glossophyllum, Macrobelium, Oligocarpidium), Sektion Tritomophyllum, Sektion Schizophyllum, Sektion Polytomium, Sektion Macrogynium, Sektion Camptogynium.
2018 wurde die Untergattung Meconostigma aus der Gattung ausgegliedert und in eine eigene Gattung Thaumatophyllum gestellt.

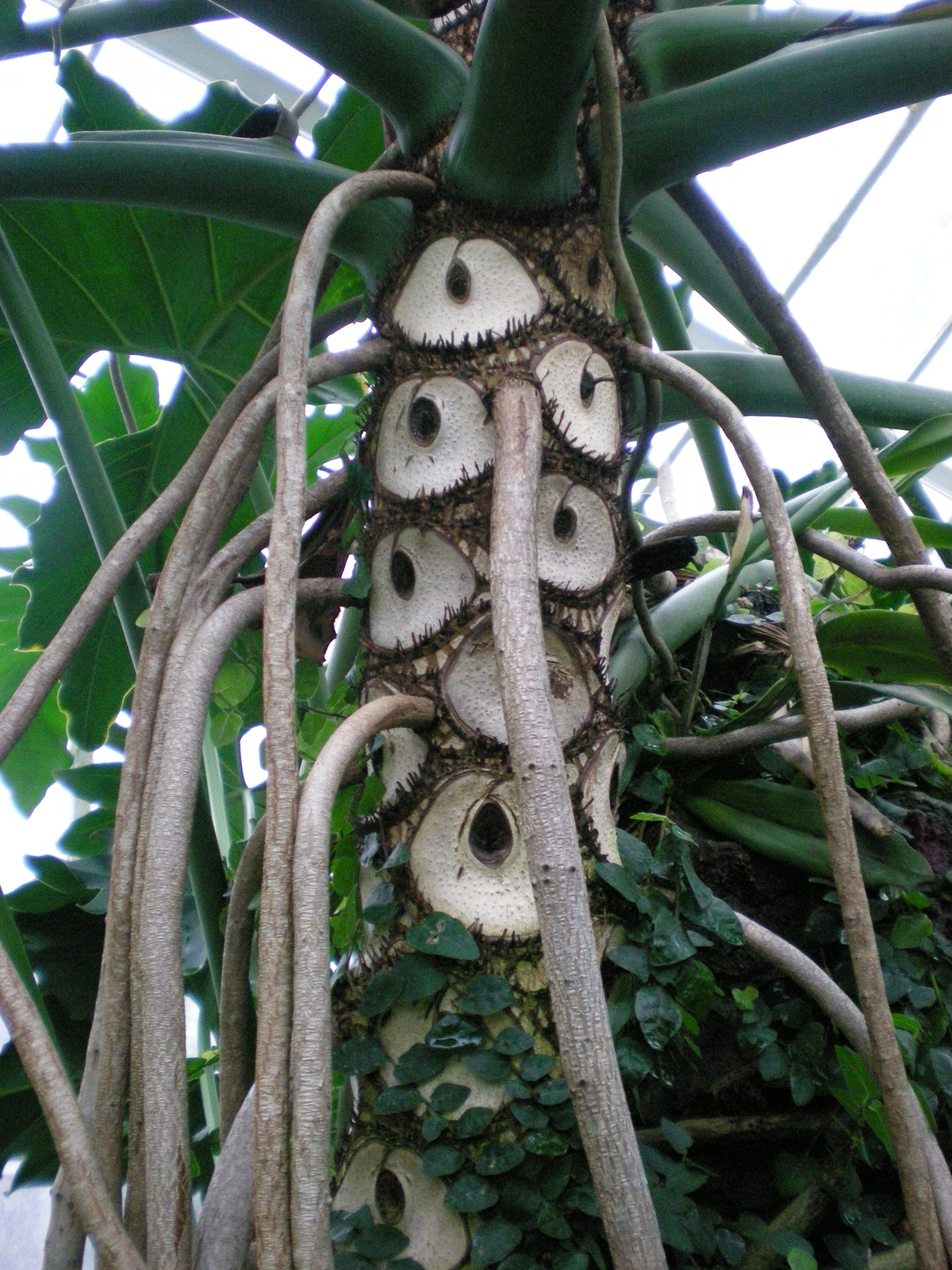
Sprossachse des Baum-Philodendron (Philodendron bipinnatifidum) mit Blattnarben und Luftwurzeln

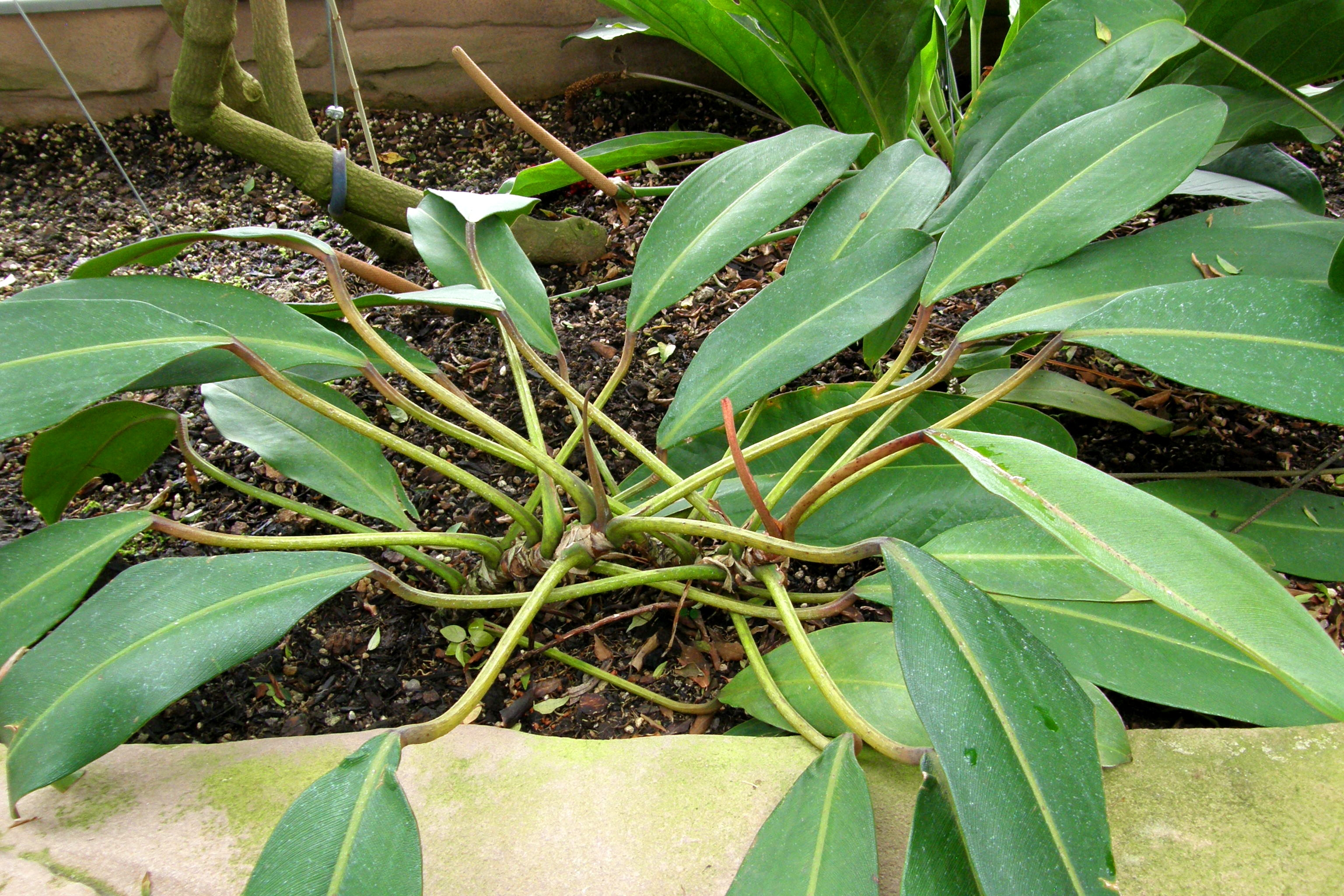
Habitus und Laubblätter von Philodendron callosum

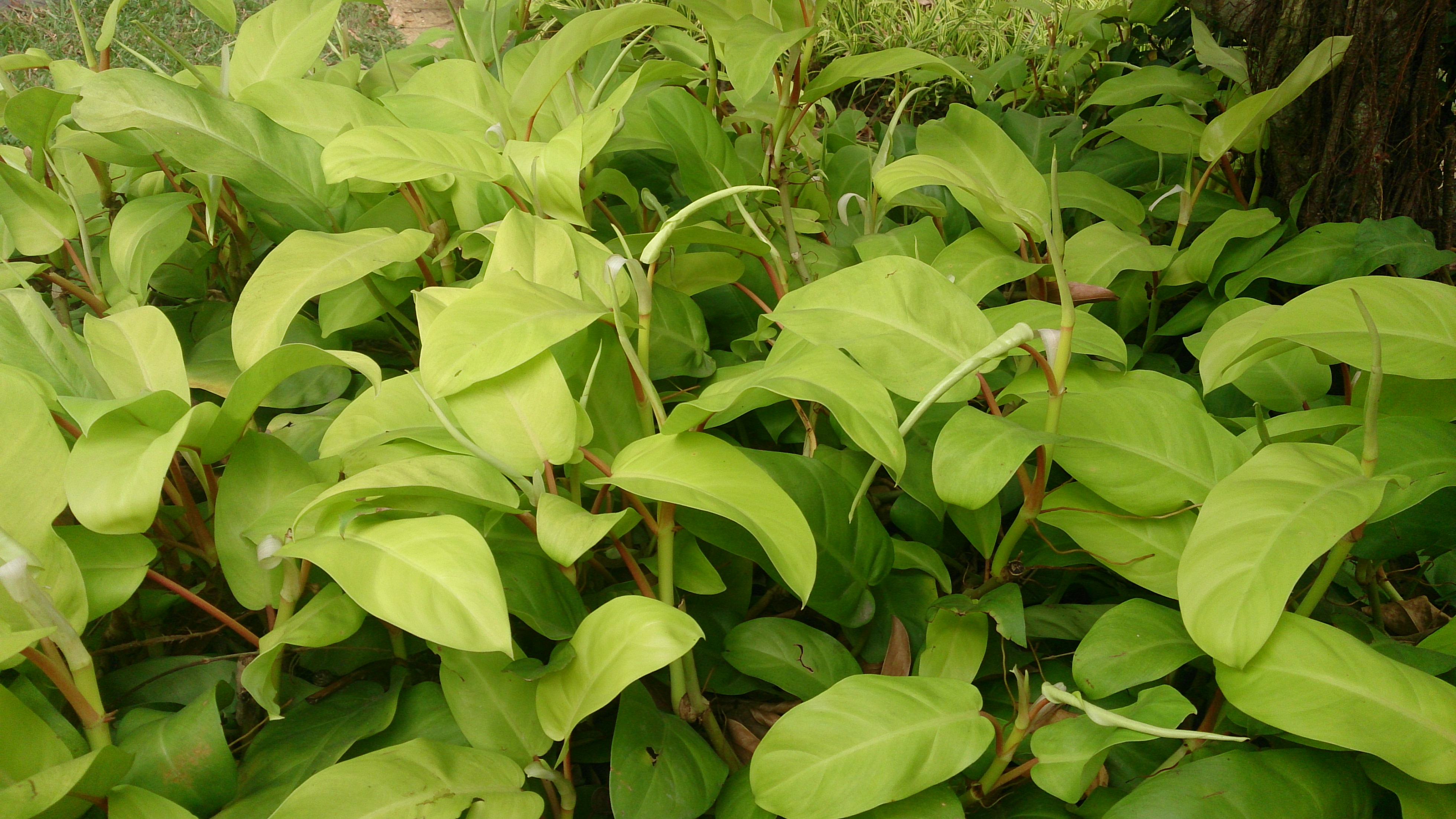
Habitus und Laubblätter von dem Hybrid Malay Gold

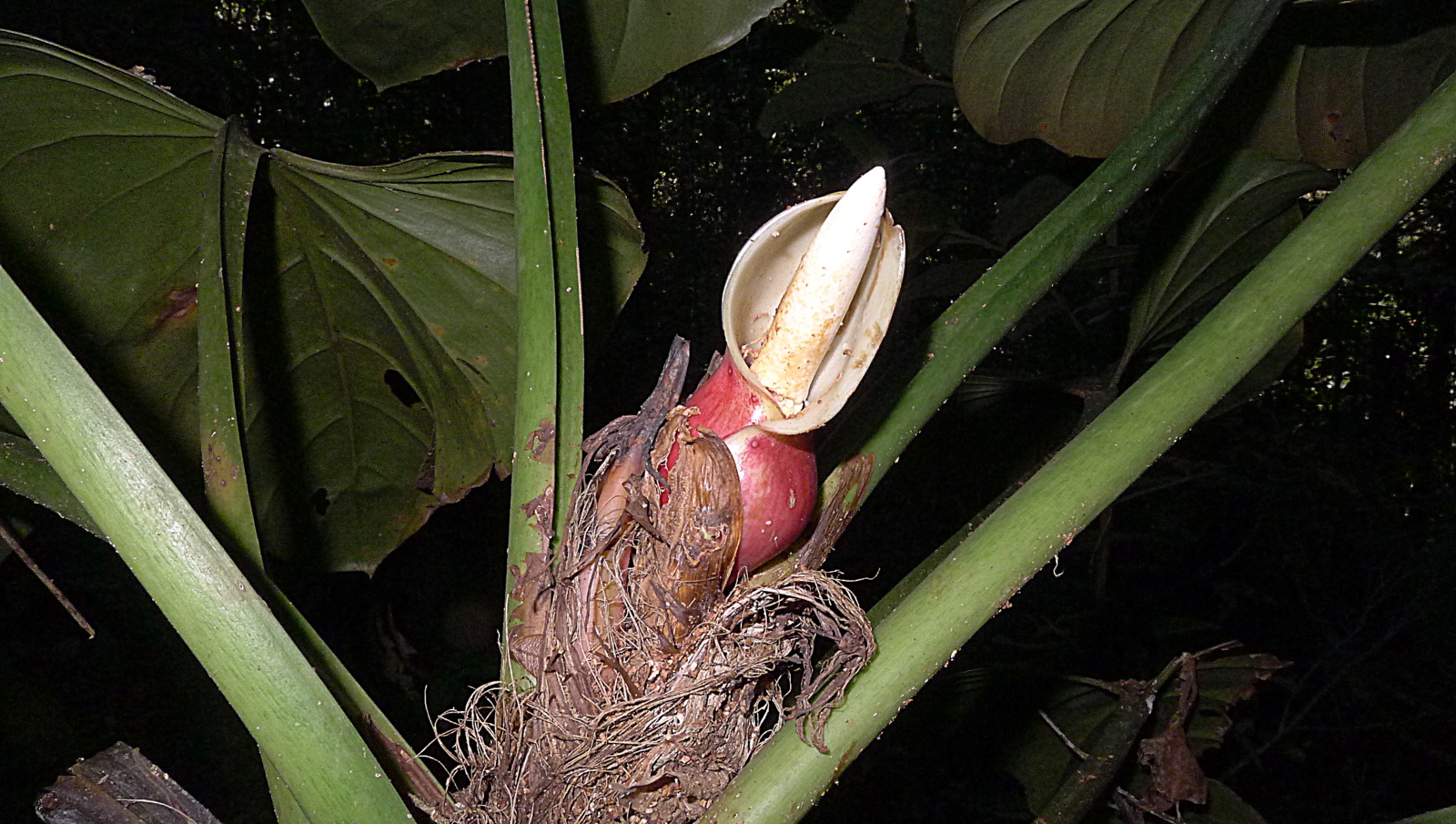
Blütenstand von Philodendron fragrantissimum

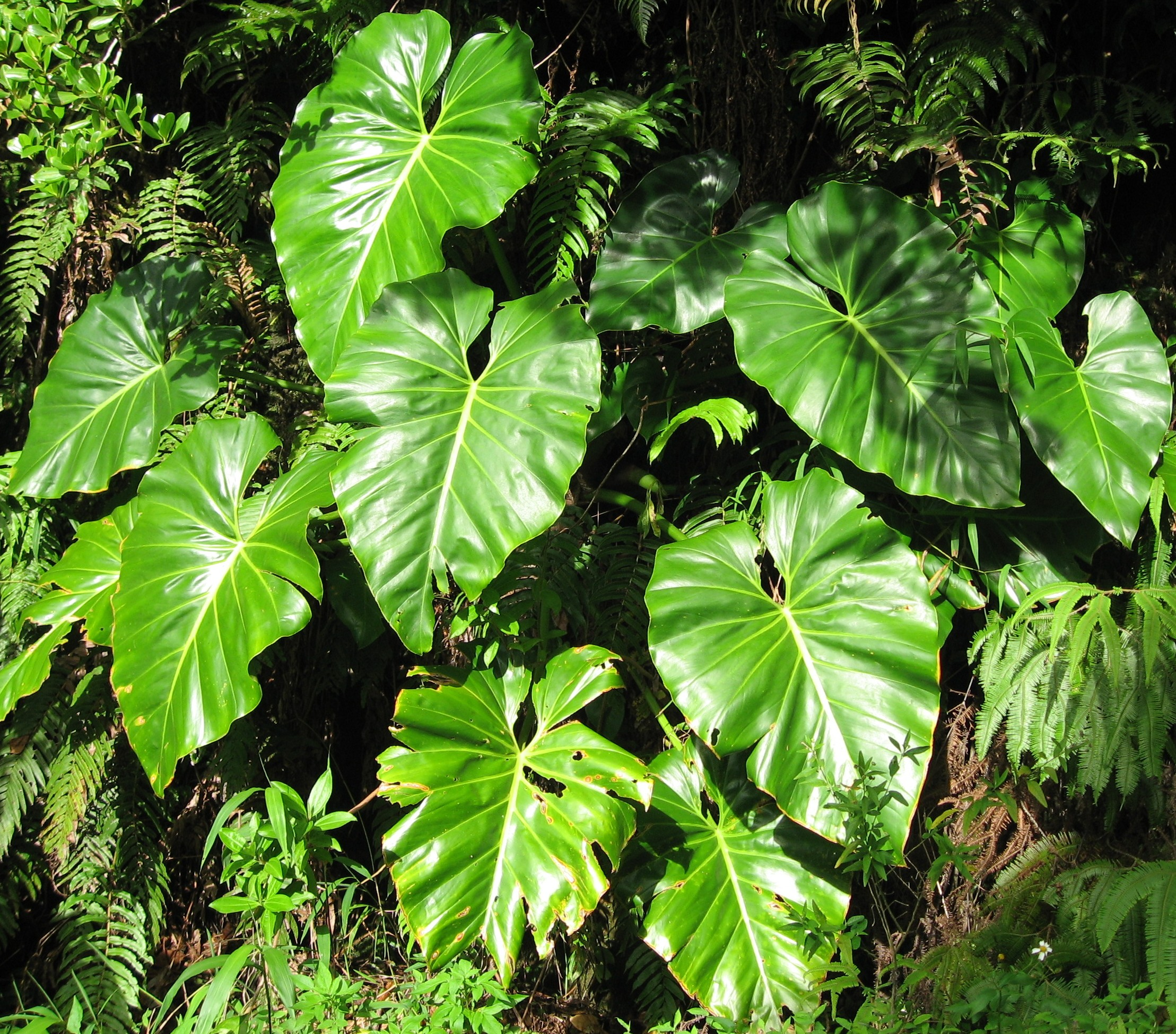
Laubblätter von Philodendron giganteum

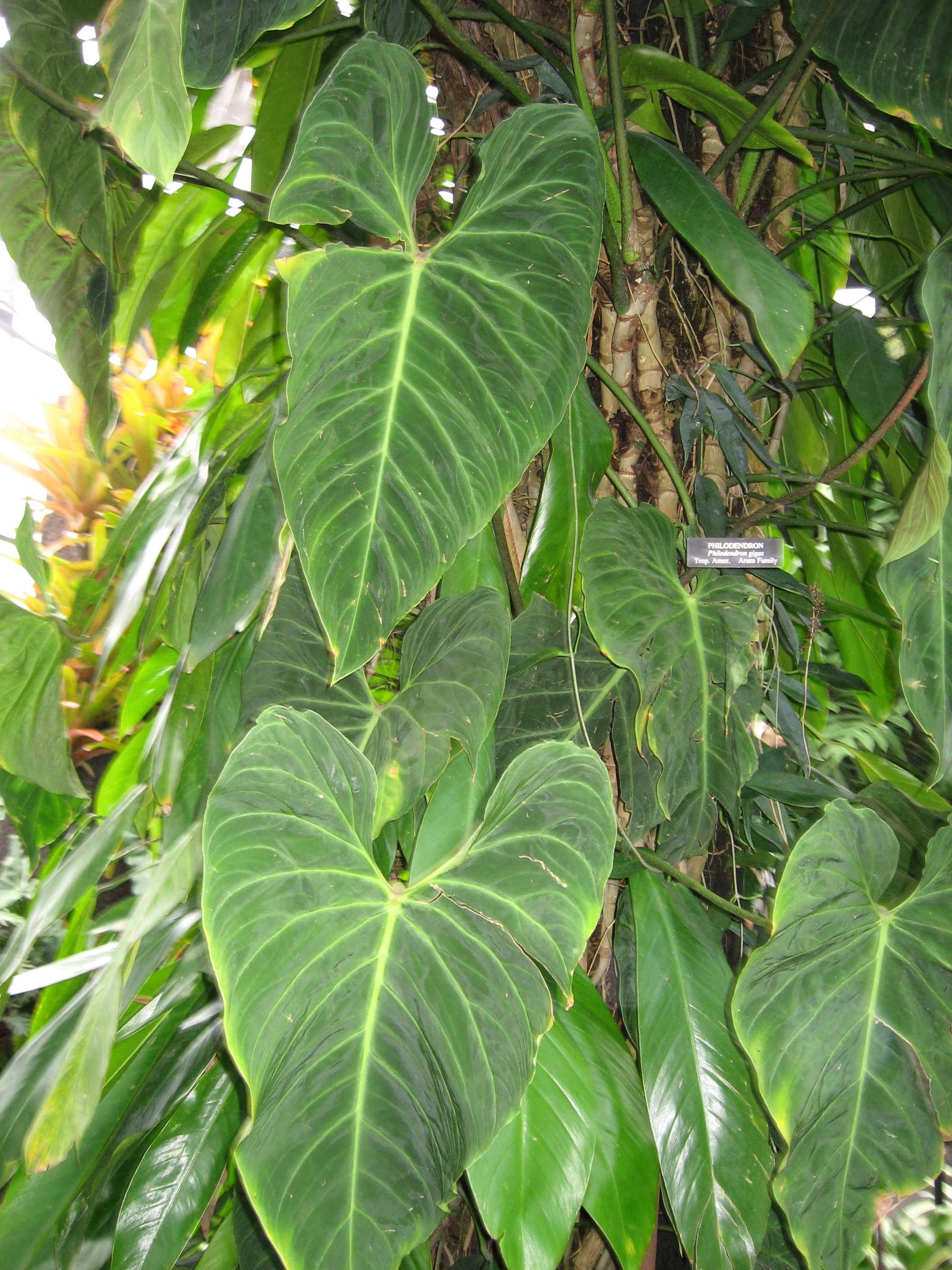
Habitus und Laubblätter von Philodendron gigas

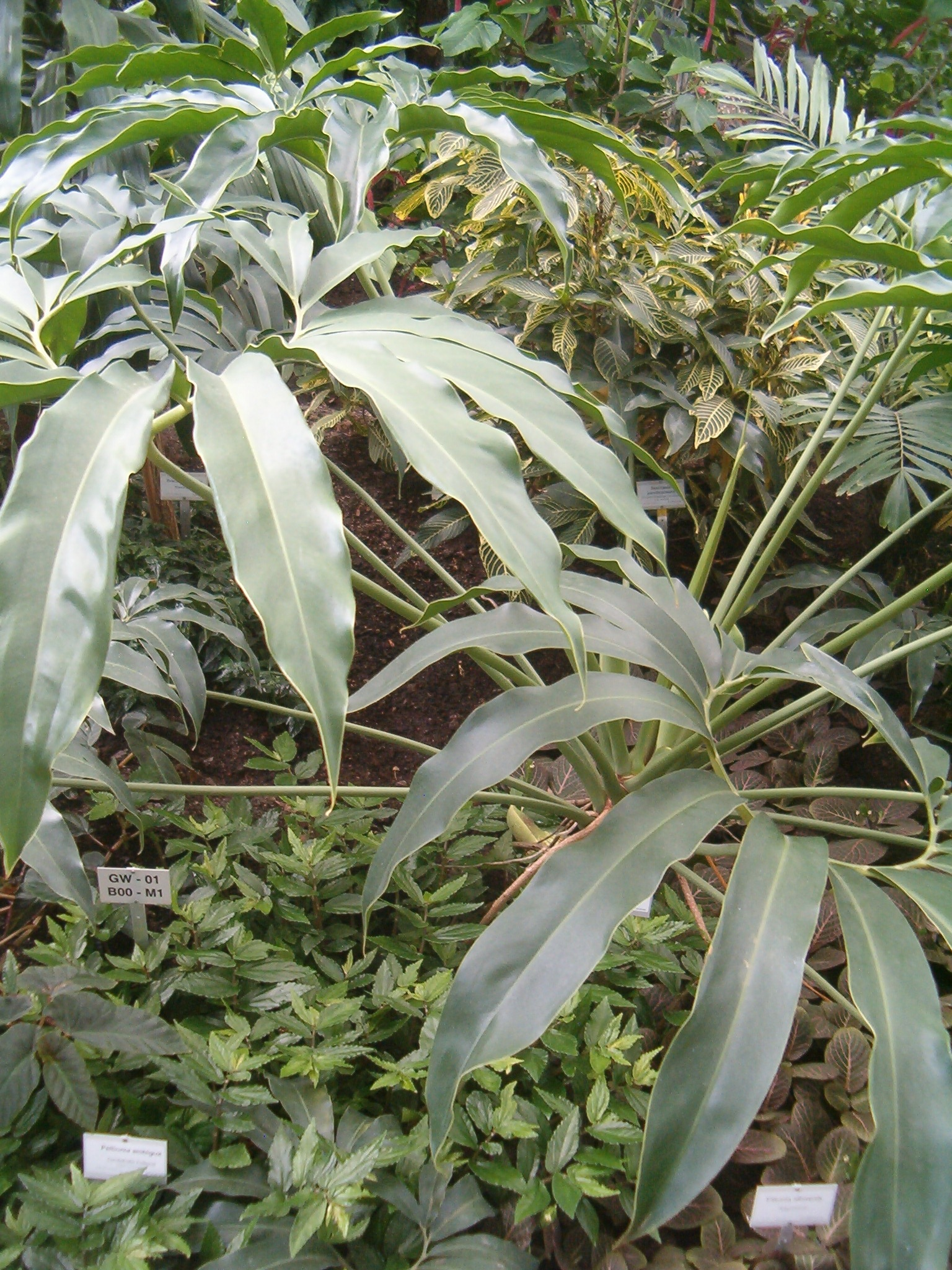
Habitus und Laubblätter von Philodendron goeldii

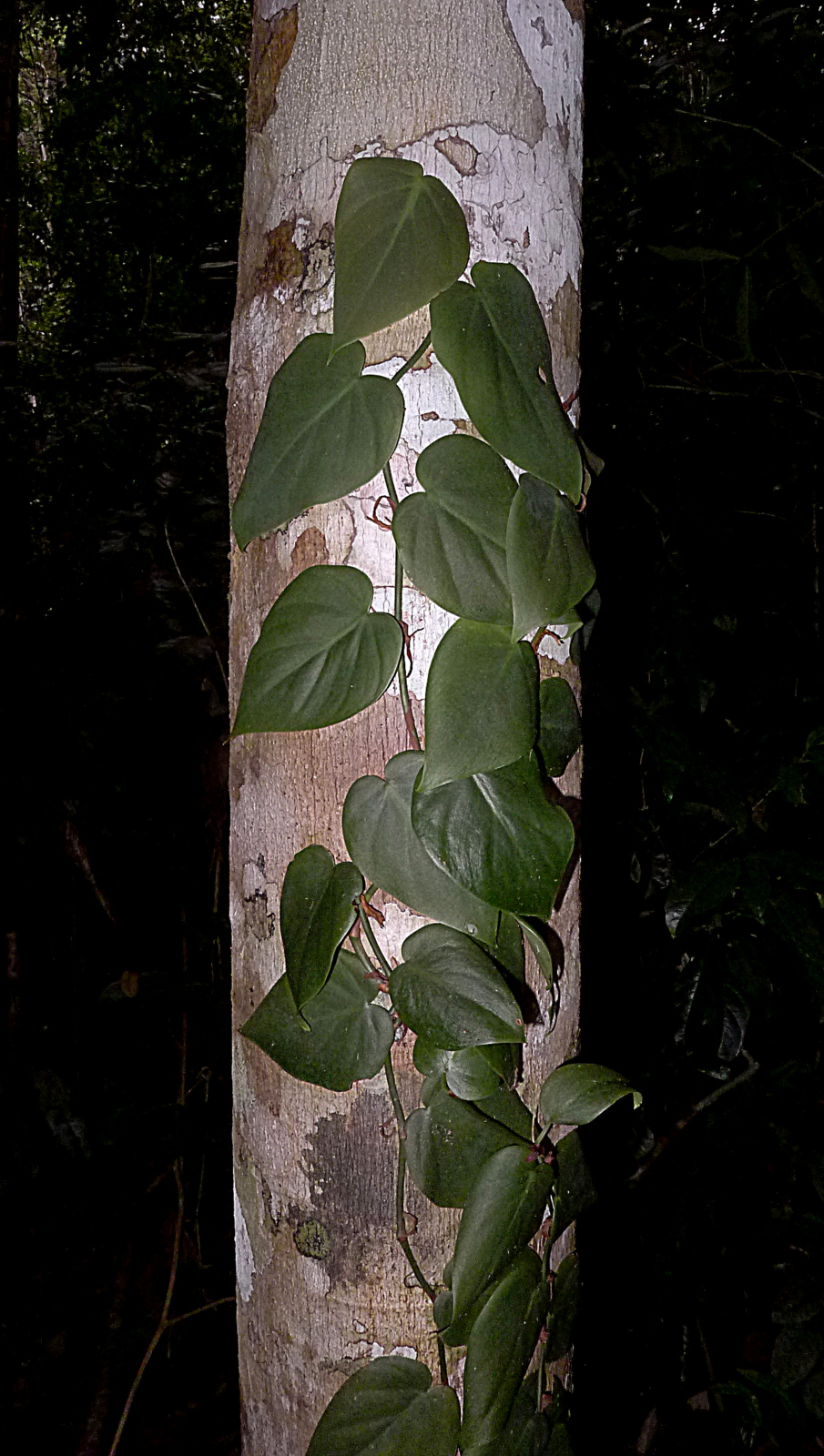
Habitus und Laubblätter von Philodendron hederaceum

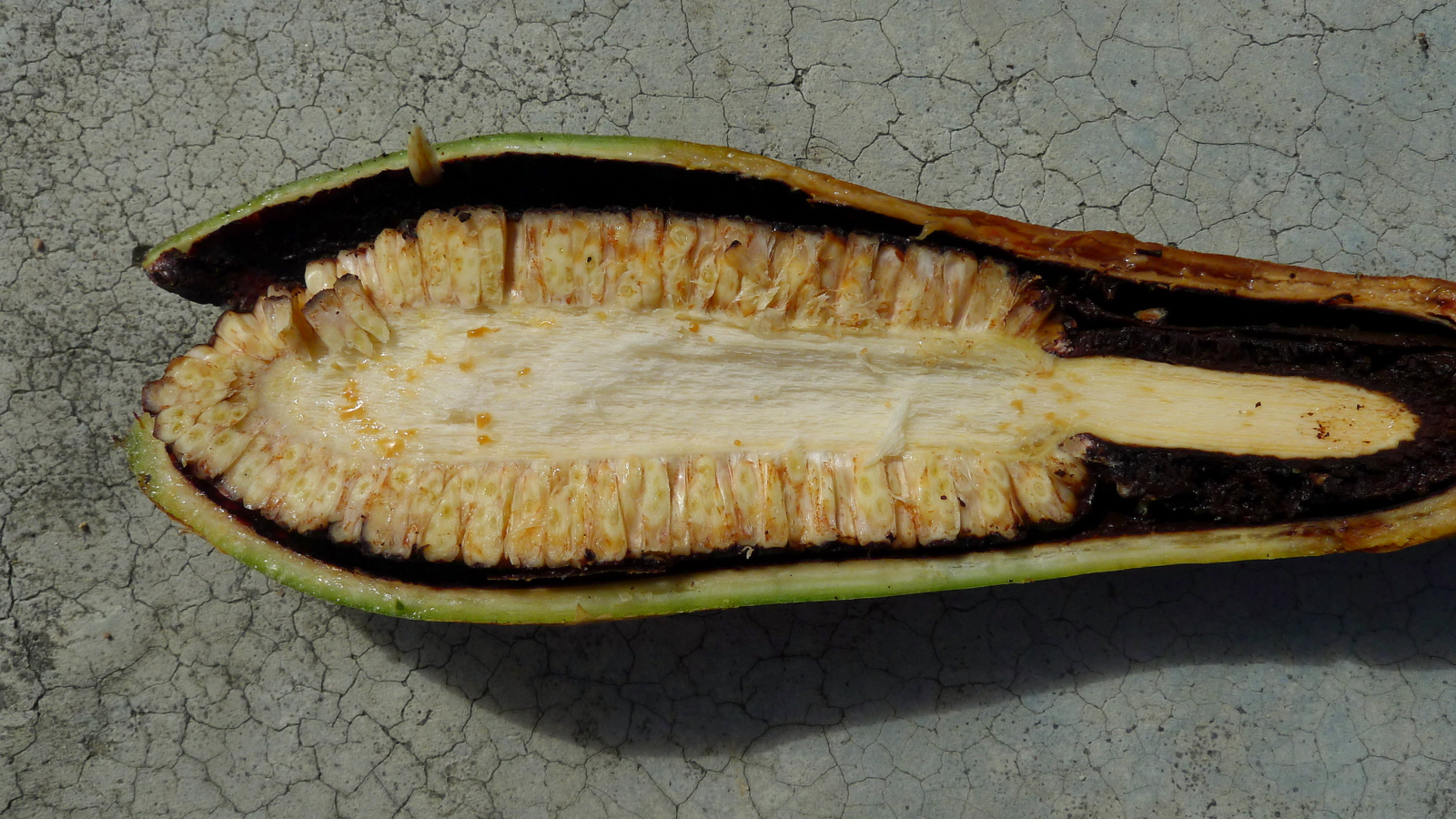
Längsschnitt durch Blütenstand von Philodendron hederaceum (rechts = unten)

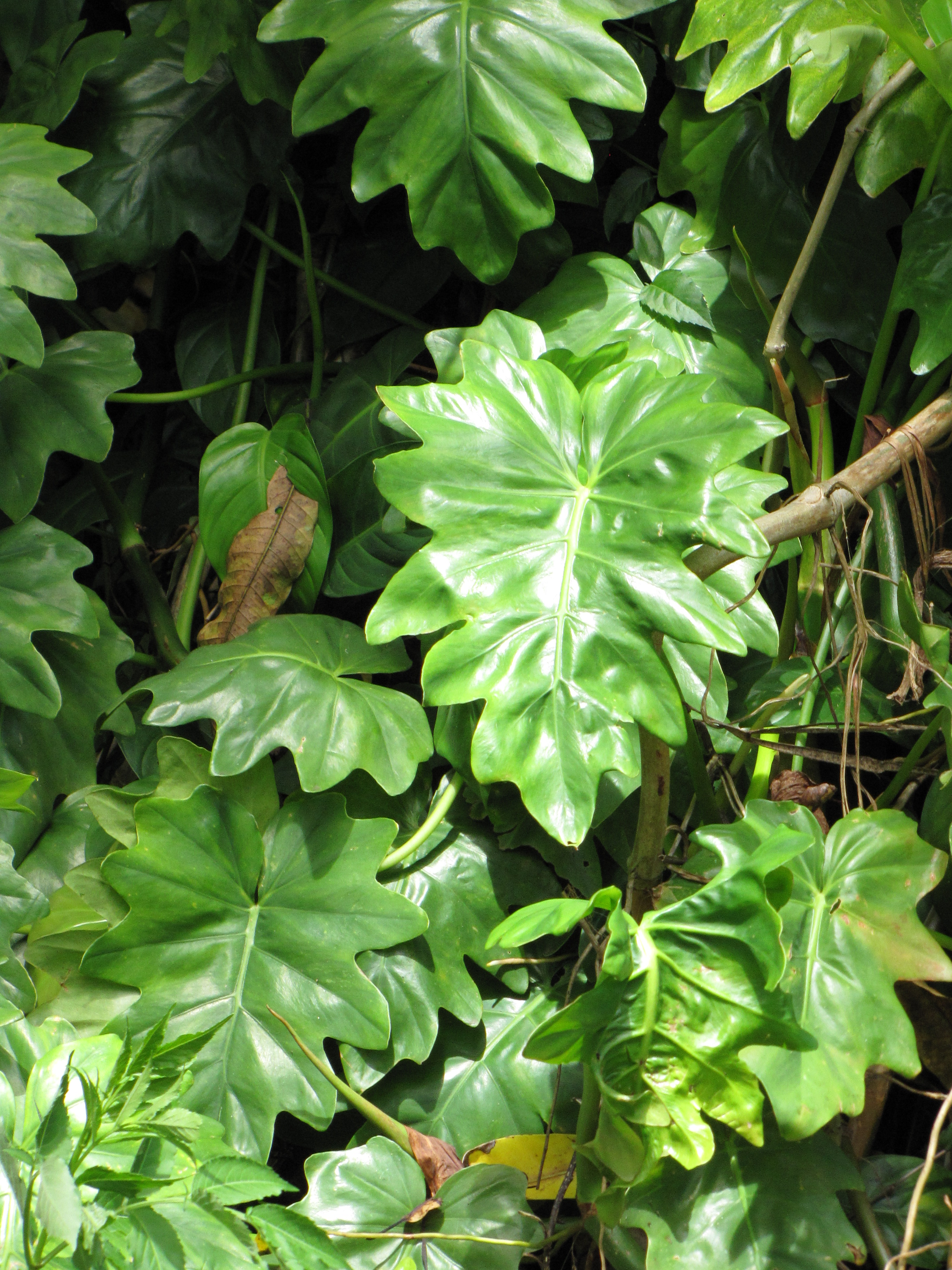
Habitus und Laubblätter von Philodendron lacerum

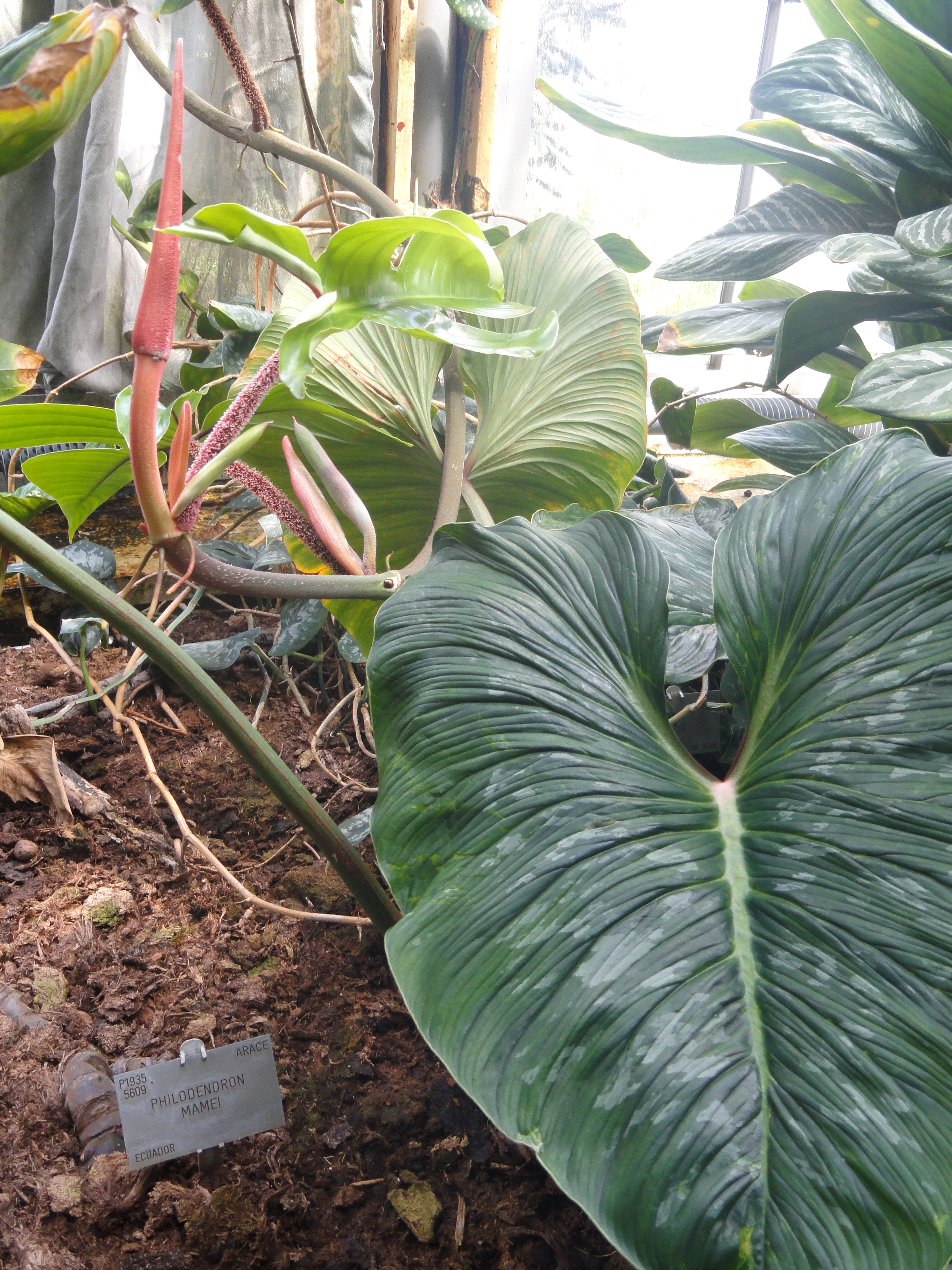
Habitus und Laubblätter von Philodendron mamei

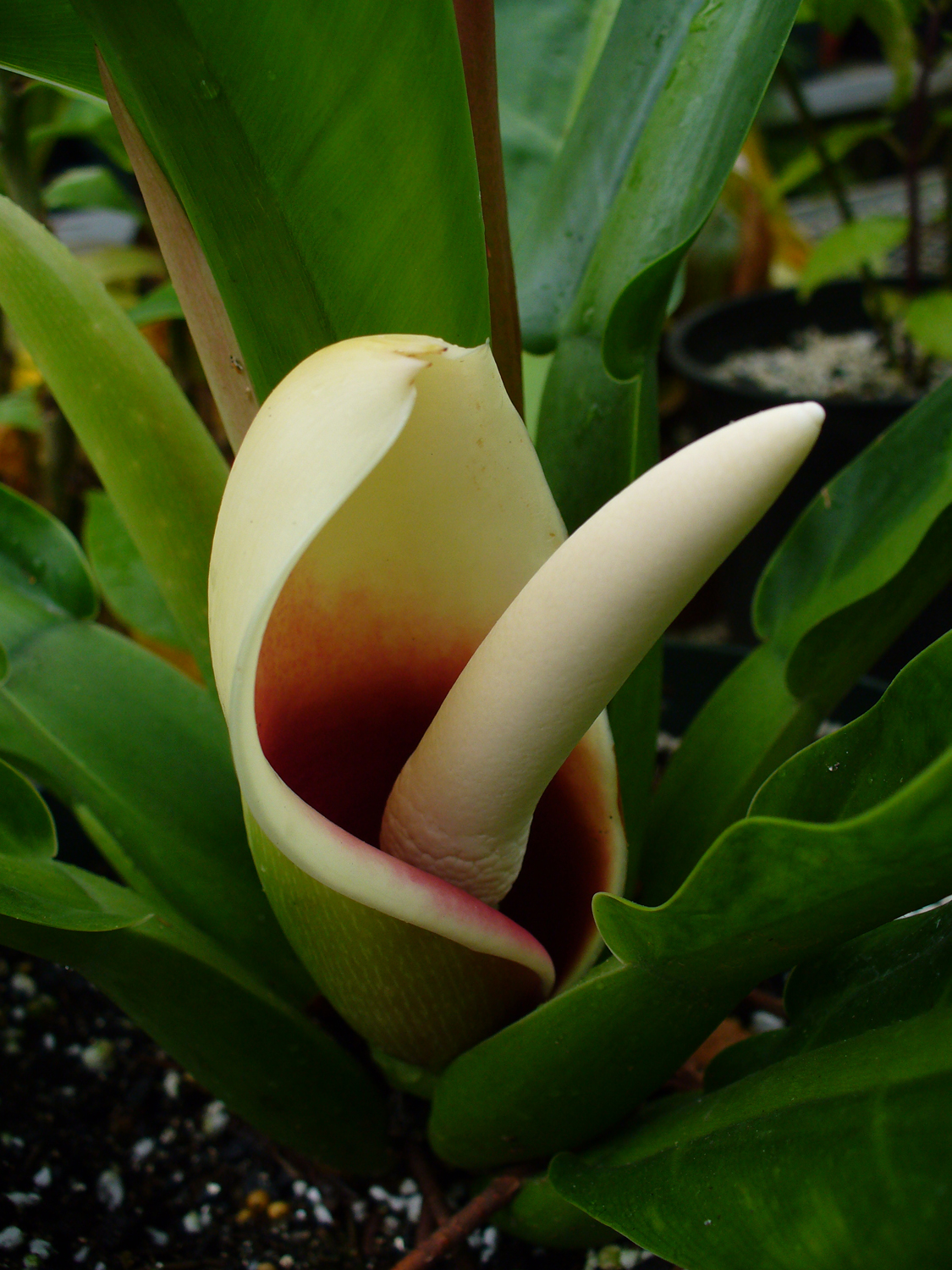
Blütenstand von Philodendron martianum

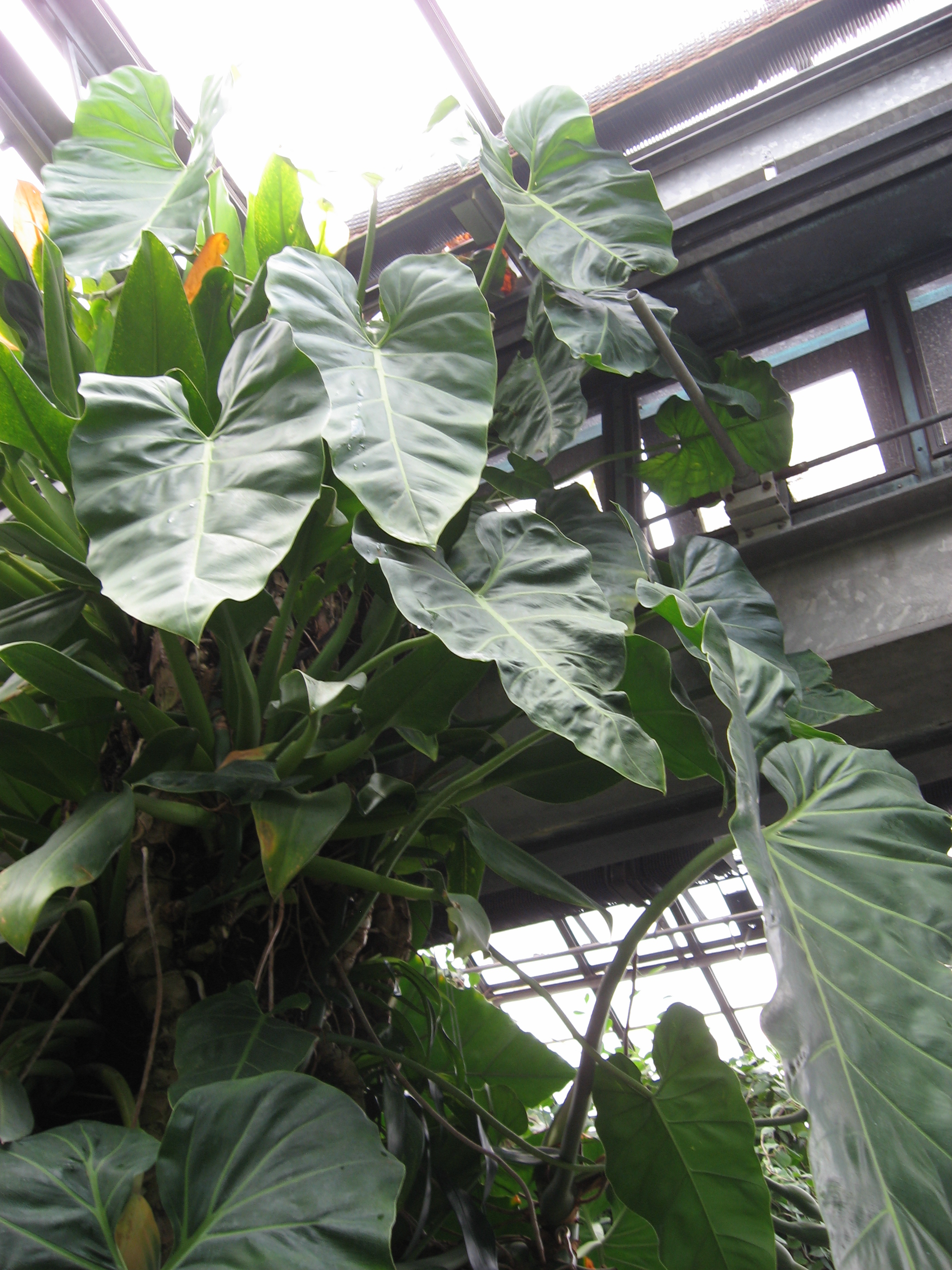
Habitus und Laubblätter von Philodendron maximum

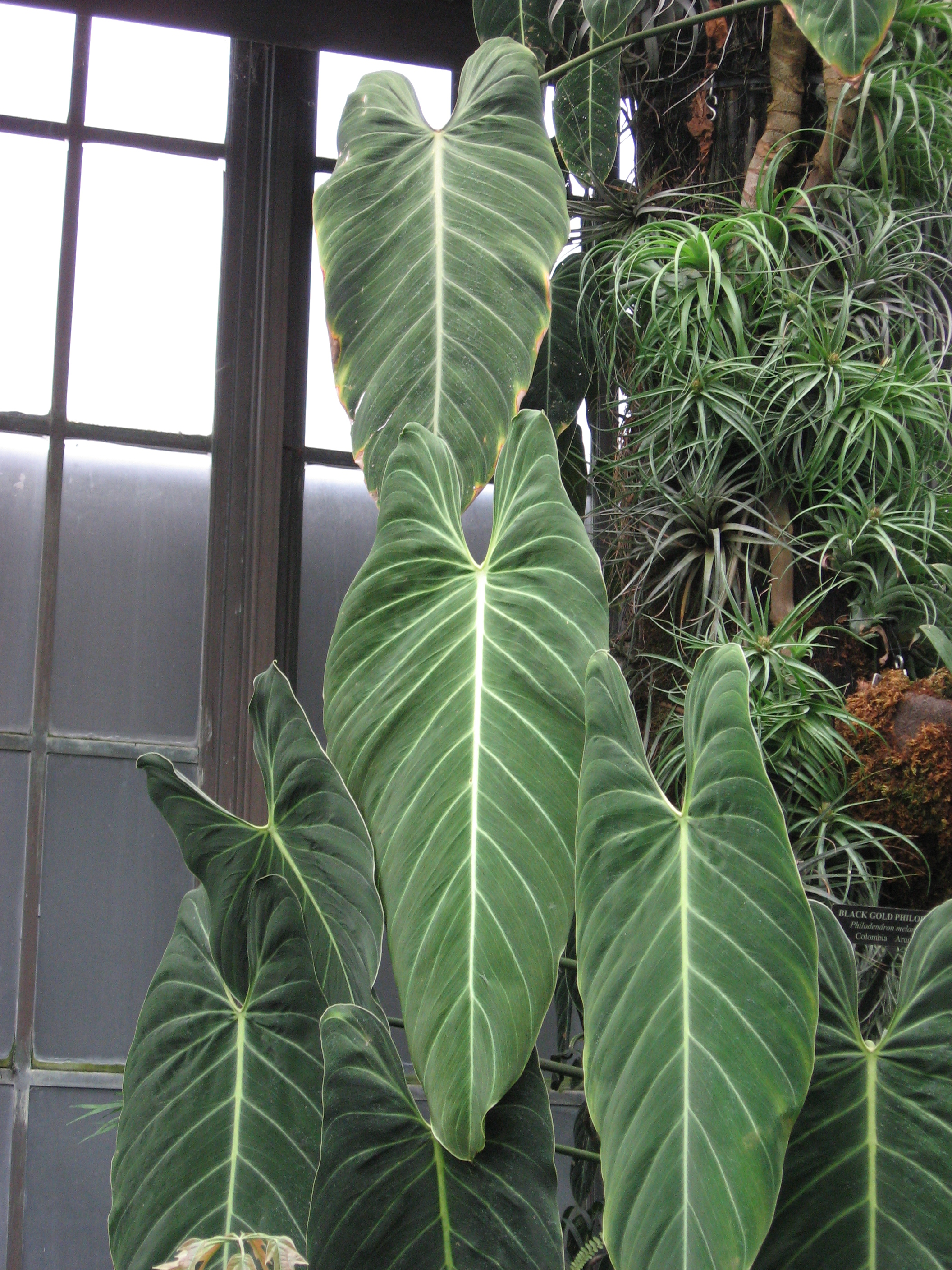
Habitus und Laubblätter von Philodendron melanochrysum

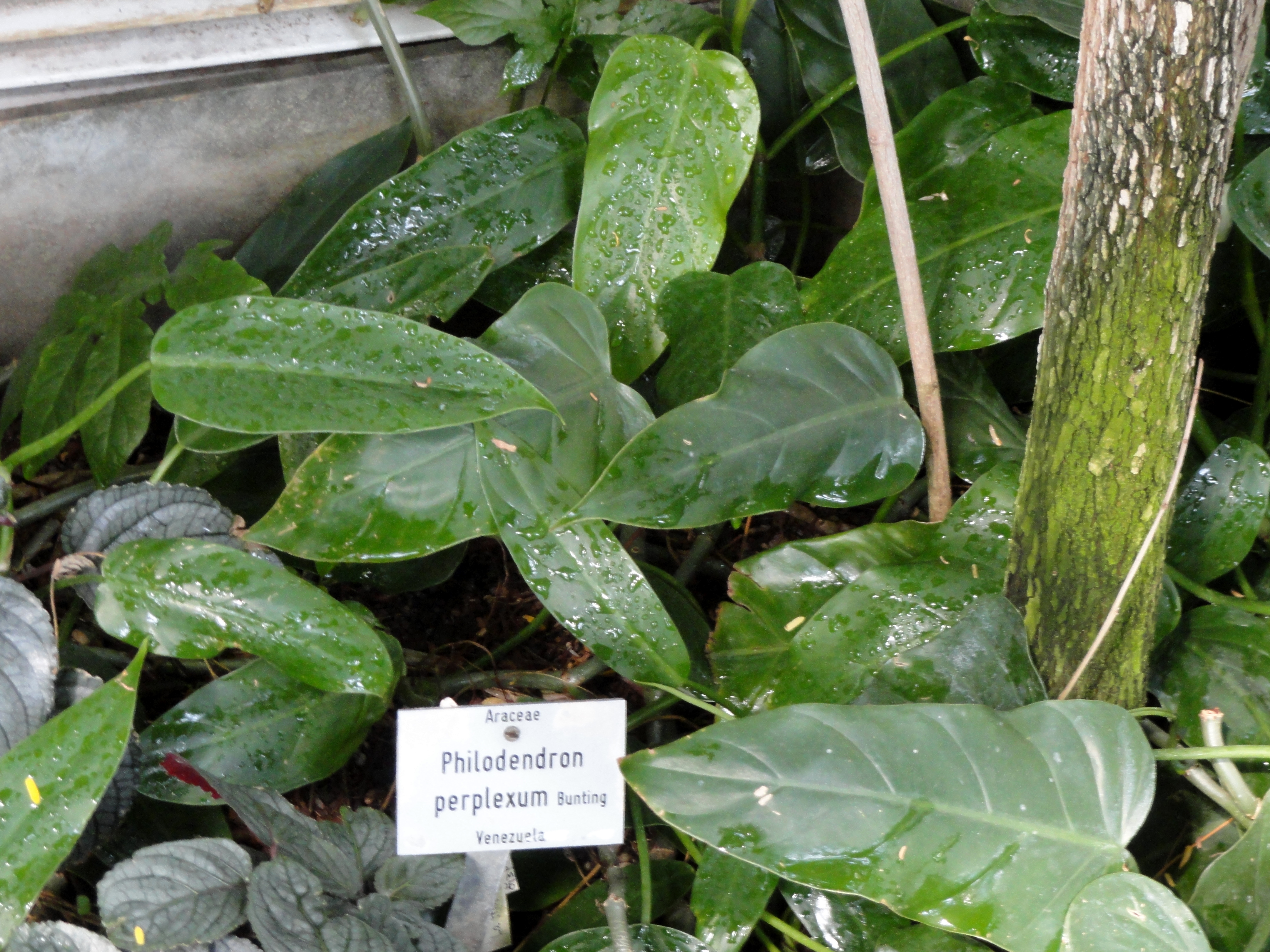
Habitus und Laubblätter von Philodendron perplexum

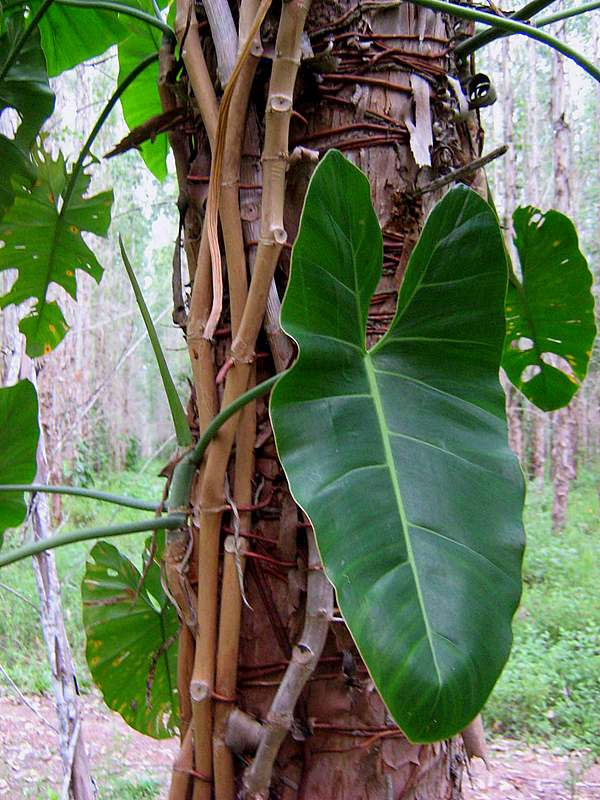
Habitus und Laubblätter von Philodendron quinquenervium

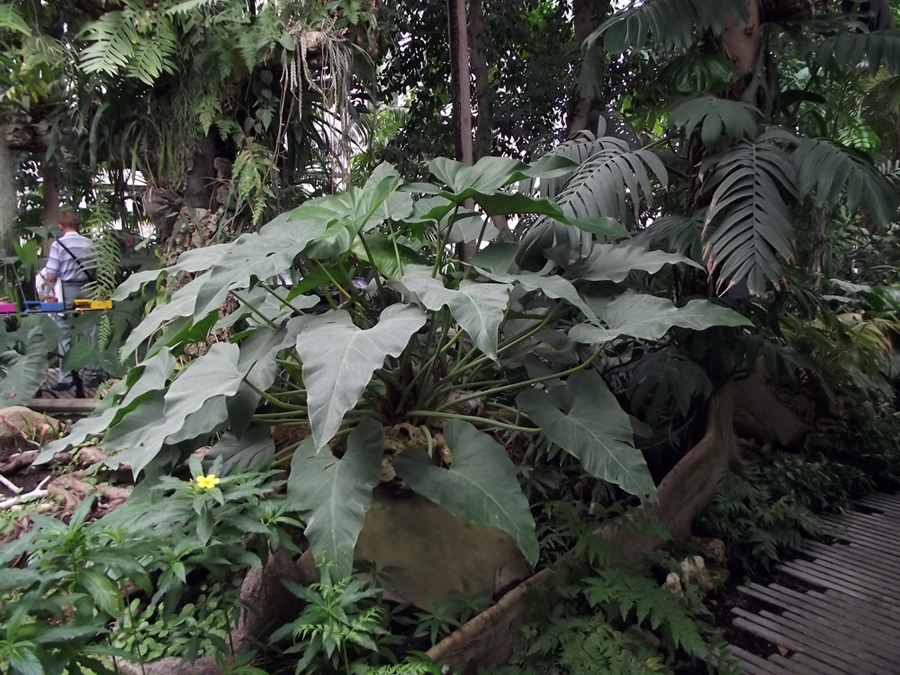
Habitus und Laubblätter von Philodendron simsii

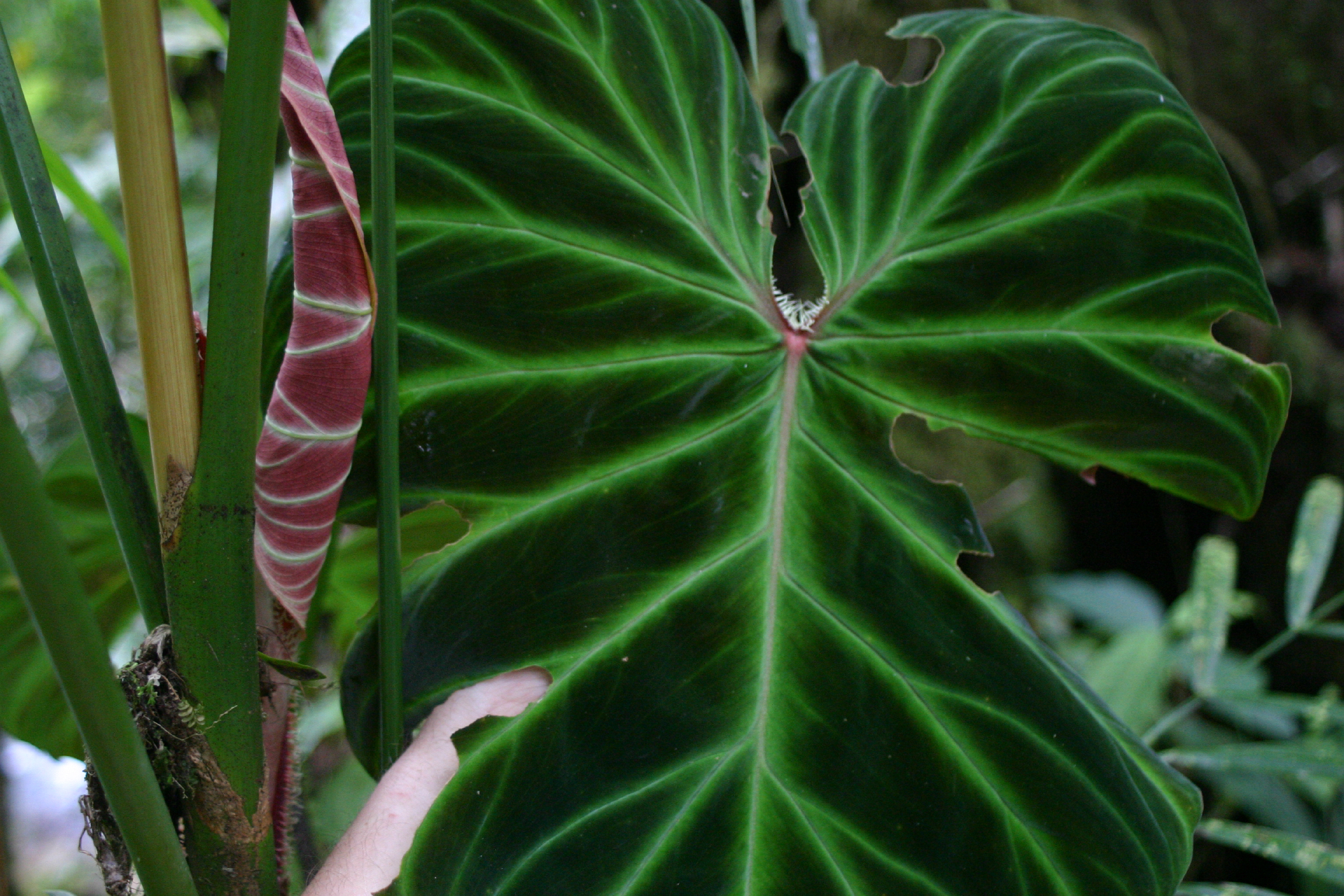
Blattspreite von Philodendron verrucosum

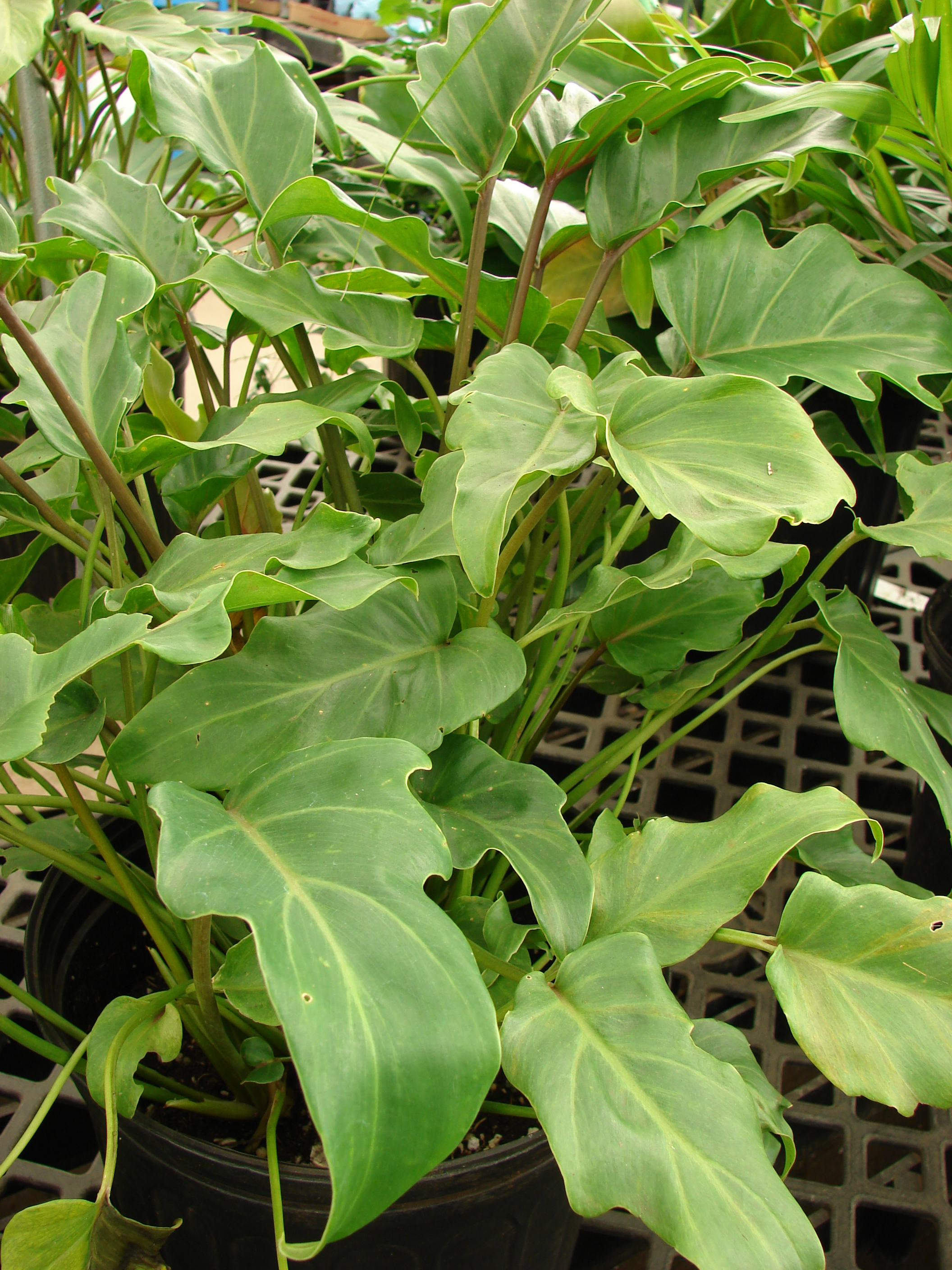
Habitus und Laubblätter von Philodendron xanadu

Je nach Autor sind die Schätzung der Zahl der Arten in der Philodendron sehr unterschiedlich. Bei Simon J. Mayo 1990 sind es 350 bis 400 und bei Thomas Croat 1997 sind es etwa 700 Arten.
Hier eine Artenliste nach Kew World Checklist of Selected Plant Families (Stand 2018):
- Philodendron acreanum K.Krause
- Philodendron acuminatissimum Engl.
- Philodendron acutifolium K.Krause
- Philodendron adamantinum Mart. ex Schott
- Philodendron adhatodifolium Schott
- Philodendron advena Schott
- Philodendron aemulum Schott
- Philodendron alanbrantii Croat
- Philodendron alatisulcatum Croat
- Philodendron alatiundulatum Croat
- Philodendron alatum Poepp.
- Philodendron albisuccus Croat
- Philodendron alliodorum Croat & Grayum
- Philodendron alonsoae Croat
- Philodendron alternans Schott
- Philodendron alticola Croat & Grayum
- Philodendron altomacaense Nadruz & Mayo
- Philodendron amargalense Croat & M.M.Mora
- Philodendron ampamii Croat
- Philodendron amplisinum G.S.Bunting
- Philodendron ampullaceum G.S.Bunting
- Philodendron anaadu G.S.Bunting
- Philodendron ancuashii Croat
- Philodendron angosturense Croat
- Philodendron angustialatum Engl.
- Philodendron angustilobum Croat & Grayum
- Philodendron angustisectum Engl.
- Philodendron anisotomum Schott
- Philodendron annulatum Croat
- Philodendron anthracyne Croat
- Philodendron antonioanum Croat
- Philodendron apiculatum Croat & M.M.Mora
- Philodendron appendiculatum Nadruz & Mayo
- Philodendron applanatum G.M.Barroso
- Philodendron appunii G.S.Bunting
- Philodendron arbelaezii Croat & F.Cardona
- Philodendron aristeguietae G.S.Bunting
- Philodendron aromaticum Croat & Grayum
- Philodendron asplundii Croat & M.L.Soares
- Philodendron atabapoense G.S.Bunting
- Philodendron atratum Croat
- Philodendron attenuatum Croat
- Philodendron aurantiifolium Schott
- Philodendron aurantiispadix Croat
- Philodendron aureimarginatum Croat
- Philodendron auriculatum Standl. & L.O.Williams
- Philodendron auritum Lindl.
- Philodendron auyantepuiense G.S.Bunting
- Philodendron avenium Grayum & Croat
- Philodendron ayangannense Croat
- Philodendron azulitense Croat
- Philodendron bahiense Engl.
- Philodendron bakeri Croat & Grayum
- Philodendron balaoanum Engl.
- Philodendron barbourii Croat
- Philodendron barrosoanum G.S.Bunting
- Philodendron basii Matuda
- Philodendron basivaginatum K.Krause
- Philodendron baudoense Croat & D.C.Bay
- Philodendron bayae Croat
- Philodendron beniteziae Croat
- Philodendron bernardoi Croat
- Philodendron bernardopazii E.G.Gonç.
- Philodendron bethoweniae Croat
- Philodendron bicolor Croat, Scherber., M.M.Mora & G.Ferry
- Philodendron billietiae Croat
- Philodendron bipennifolium Schott (Syn.: Philodendron wayombense A.M.E.Jonker & Jonker)[6]
- Baum-Philodendron oder Doppeltspaltfiederblättriger Baumfreund, Zotteliger Philodendron (Philodendron bipinnatifidum Schott ex Endl., Syn.: Philodendron selloum K.Koch, Philodendron sellowii André, Philodendron pygmaeum Chodat & Vischer)[6]
- Philodendron biribiriense Sakuragui & Mayo
- Philodendron blanchetianum Schott
- Philodendron bogotense Engl.
- Philodendron bomboizense Croat & Cerón
- Philodendron bonifaziae Croat
- Philodendron borgesii G.S.Bunting
- Philodendron brandii Grayum
- Philodendron brandtianum K.Krause
- Philodendron brantii Croat
- Philodendron brasiliense Engl.
- Philodendron breedlovei Croat
- Philodendron brenesii Standl.
- Philodendron brent-berlinii Croat
- Philodendron brevispathum Schott
- Philodendron brewsterense Croat
- Philodendron brunneicaule Croat & Grayum
- Philodendron buntingianum Croat
- Philodendron burgeri Grayum
- Philodendron burle-marxii G.M.Barroso
- Philodendron calatheifolium G.S.Bunting
- Philodendron callosum K.Krause
- Philodendron camarae Croat
- Philodendron campii Croat
- Philodendron camposportoanum G.M.Barroso
- Philodendron canaimae G.S.Bunting
- Philodendron candamoense Croat
- Philodendron canicaule Croat & D.C.Bay
- Philodendron caracaraiense Croat
- Philodendron carajasense E.G.Gonç. & A.J.Arruda
- Philodendron caranoense Croat, Edwin Trujillo & Marco Correa
- Philodendron cardonii Croat
- Philodendron cardosoi E.G.Gonç.
- Philodendron carinatum E.G.Gonç.
- Philodendron cataniapoense G.S.Bunting
- Philodendron caudatum K.Krause
- Philodendron chimantae G.S.Bunting
- Philodendron chimboanum Engl.
- Philodendron chinchamayense Engl.
- Philodendron chiriquense Croat
- Philodendron chirripoense Croat & Grayum
- Philodendron chrysocarpum Croat & D.C.Bay
- Philodendron cipoense Sakuragui & Mayo
- Philodendron clarkei Croat
- Philodendron clewellii Croat
- Philodendron colombianum R.E.Schult.
- Philodendron coloradense Croat
- Philodendron condorcanquense Croat
- Philodendron conforme G.S.Bunting
- Philodendron consanguineum Schott
- Philodendron consobrinum G.S.Bunting
- Philodendron copense Croat
- Philodendron corcovadense Kunth
- Herzblättriger Philodendron (Philodendron cordatum Kunth ex Schott)
- Philodendron coriaceum Croat & D.C.Bay
- Philodendron correae Croat
- Philodendron cotapatense Croat & Acebey
- Philodendron cotobrusense Croat & Grayum
- Philodendron cotonense Croat & Grayum
- Philodendron craspedodromum R.E.Schult.
- Philodendron crassinervium Lindl.
- Philodendron crassispathum Croat & Grayum
- Philodendron crassum Rendle
- Philodendron cremersii Croat & Grayum
- Philodendron cretosum Croat & Grayum
- Philodendron croatii Grayum
- Philodendron cruentospathum Madison
- Philodendron cruentum Poepp.
- Philodendron cuneatum Engl.
- Philodendron curvilobum Schott
- Philodendron curvipetiolatum Croat
- Philodendron daniellii Croat & Oberle
- Philodendron danteanum G.S.Bunting
- Philodendron dardanianum Mayo
- Philodendron davidneillii Croat
- Philodendron davidsei G.S.Bunting
- Philodendron davidsonii Croat
- Philodendron deflexum Poepp. ex Schott
- Philodendron delannayi Croat
- Philodendron delascioi G.S.Bunting
- Philodendron delgadoae Croat & Delannay
- Philodendron delinksii Croat & Köster
- Philodendron deltoideum Poepp.
- Philodendron densivenium Engl.
- Philodendron devansayeanum L.Linden
- Philodendron devianum Croat
- Philodendron dioscoreoides Gleason
- Philodendron discretivenium Croat & D.C.Bay
- Philodendron distantilobum K.Krause
- Philodendron divaricatum K.Krause
- Philodendron dodsonii Croat & Grayum
- Philodendron dolichophyllum Croat
- Philodendron dominicalense Croat & Grayum
- Philodendron dressleri G.S.Bunting
- Philodendron dryanderae Croat & D.C.Bay
- Philodendron duckei Croat & Grayum
- Philodendron dunstervilleorum G.S.Bunting
- Philodendron dussii Engl.
- Philodendron dwyeri Croat
- Philodendron dyscarpium R.E.Schult.
- Philodendron eburneum K.Krause
- Philodendron ecordatum Schott
- Philodendron edenudatum Croat
- Philodendron edmundoi G.M.Barroso
- Philodendron edwinii Croat & Marco Correa
- Philodendron effusilobum Croat
- Philodendron elaphoglossoides Schott
- Philodendron elegans K.Krause
- Philodendron elegantulum Croat & Grayum
- Philodendron englerianum Steyerm.
- Philodendron ensifolium Croat & Grayum
- Philodendron ernestii Engl.
- Philodendron erubescens K.Koch & Augustin
- Philodendron escuintlense Matuda
- Philodendron esmeraldense Croat
- Philodendron exile G.S.Bunting
- Philodendron eximium Schott
- Philodendron fendleri K.Krause
- Philodendron ferrugineum Croat
- Philodendron fibraecataphyllum M.M.Mora & Croat
- Philodendron fibrillosum Poepp.
- Philodendron fibrosum Sodiro ex Croat
- Philodendron findens Croat & Grayum
- Philodendron flumineum E.G.Gonç.
- Philodendron folsomii Croat
- Philodendron fortunense Croat
- Philodendron fosteri Croat
- Philodendron fragile Nadruz & Mayo
- Philodendron fragrantissimum (Hook.) G.Don
- Philodendron fraternum Schott
- Philodendron furcatum Croat & D.C.Bay
- Philodendron gardeniodorum Croat, D.P.Hannon & Delannay
- Philodendron genevieveanum Croat
- Philodendron geniculatum Bogner & Croat
- Philodendron giganteum Schott
- Philodendron gigas Croat
- Philodendron glanduliferum Matuda
- Philodendron glaziovii Hook. f.
- Philodendron gloriosum André
- Philodendron goeldii G.M.Barroso
- Philodendron gonzalezii Grayum
- Philodendron grahamii Croat
- Philodendron grandifolium (Jacq.) Schott
- Philodendron grandipes K.Krause
- Philodendron granulare Croat
- Philodendron graveolens Engl.
- Philodendron grayumii Croat
- Kleinblättriger Philodendron (Philodendron grazielae G.S.Bunting)
- Philodendron grenandii Croat
- Philodendron gribianum Croat
- Philodendron guaiquinimae G.S.Bunting
- Philodendron gualeanum Engl.
- Philodendron guianense Croat & Grayum
- Philodendron guttiferum Kunth
- Philodendron hammelii Croat
- Philodendron hannoniae Croat
- Philodendron hastatum K.Koch & Sello
- Philodendron hatschbachii Nadruz & Mayo
- Philodendron hebetatum Croat
- Philodendron hederaceum (Jacq.) Schott: Es gibt drei Varietäten:
  - Kletterphilodendron Philodendron hederaceum (Jacq.) Schott var. hederaceum (Syn.: Philodendron prieurianum Schott, Philodendron scandens K.Koch & Sello, Philodendron cuspidatum K.Koch & C.D.Bouché, Philodendron micans Klotzsch ex K.Koch, Philodendron microphyllum K.Koch, Philodendron oxyprorum Schott, Philodendron acrocardium Schott, Philodendron isertianum Schott, Philodendron scaberulum C.Wright, Philodendron micans var. brevipes Engl., Philodendron micans var. microphyllum (K.Koch) Engl., Philodendron pittieri Engl., Philodendron scandens var. cubense Engl., Philodendron scandens var. cuspidatum (K.Koch & C.D.Bouché) Engl., Philodendron subsessile Gleason, Philodendron harlowii I.M.Johnst., Philodendron miduhoi Matuda, Philodendron scandens subsp. isertianum (Schott) G.S.Bunting, Philodendron scandens subsp. prieurianum (Schott) G.S.Bunting, Philodendron scandens subsp. cubense (Engl.) I.Arias): Er wird im Handel unter dem Synonym Philodendron scandens geführt.
  - Philodendron hederaceum var. kirkbridei Croat
  - Philodendron hederaceum var. oxycardium (Schott) Croat (Syn.: Philodendron oxycardium Schott, Philodendron scandens subsp. oxycardium (Schott) G.S.Bunting)
- Philodendron heleniae Croat
- Philodendron henry-pittieri G.S.Bunting
- Philodendron herbaceum Croat & Grayum
- Philodendron herthae K.Krause
- Philodendron heterocraspedon Croat & D.C.Bay
- Philodendron heterophyllum Poepp.
- Philodendron heteropleurum K.Krause
- Philodendron holstii G.S.Bunting
- Philodendron hooveri Croat & Grayum
- Philodendron hopkinsianum M.L.Soares & Mayo
- Philodendron houlletianum Engl.
- Philodendron huanucense Engl.
- Philodendron huashikatii Croat
- Philodendron huaynacapacense Croat
- Philodendron humile E.G.Gonç.
- Philodendron hylaeae G.S.Bunting
- Philodendron ichthyoderma Croat & Grayum
- Philodendron immixtum Croat
- Philodendron inaequilaterum Liebm.
- Philodendron inconcinnum Schott
- Philodendron inops Schott
- Philodendron insigne Schott
- Philodendron jacquinii Schott
- Philodendron jefense Croat
- Philodendron jimenae Croat
- Philodendron joaosilvae Croat, A.Cardoso & Moonen
- Philodendron jodavisianum G.S.Bunting
- Philodendron jonkerorum Croat
- Philodendron juninense Engl.
- Philodendron kaieteurense Croat
- Philodendron kautskyi G.S.Bunting
- Philodendron killipii K.Krause
- Philodendron knappiae Croat
- Philodendron krauseanum Steyerm.
- Philodendron kroemeri Croat
- Philodendron krugii Engl.
- Philodendron lacerum (Jacq.) Schott
- Philodendron laticiferum Croat & M.M.Mora
- Philodendron latifolium K.Koch
- Philodendron lazorii Croat
- Philodendron leal-costae Mayo & G.M.Barroso
- Philodendron lechlerianum Schott
- Philodendron lehmannii Engl.
- Philodendron lemae G.S.Bunting
- Philodendron lentii Croat & Grayum
- Philodendron leucanthum K.Krause
- Philodendron leyvae García-Barr.
- Philodendron liesneri G.S.Bunting
- Philodendron ligulatum Schott
- Philodendron lindenianum Wallis
- Philodendron lindenii Schott
- Philodendron linganii Croat
- Philodendron linguifolium Schott
- Philodendron lingulatum (L.) K.Koch
- Philodendron linnaei Kunth
- Philodendron llanense Croat
- Philodendron loefgrenii Engl.
- Philodendron longilaminatum Schott
- Philodendron longilobatum Sakur.
- Philodendron longipedunculatum Croat & M.M.Mora
- Philodendron longipes Engl.
- Philodendron longirrhizum M.M.Mora & Croat
- Philodendron longistilum K.Krause
- Philodendron luisae Calazans
- Philodendron lundii Warm.
- Philodendron lupinum E.G.Gonç. & J.B.Carvalho
- Philodendron luteonervium Croat
- Philodendron lynnhannoniae Croat
- Philodendron macarenense Croat
- Philodendron macroglossum Schott
- Philodendron macropodum K.Krause
- Philodendron maculatum K.Krause
- Philodendron madronense Croat
- Philodendron magnum Croat
- Philodendron maguirei G.S.Bunting
- Philodendron malesevichiae Croat
- Philodendron mamei André
- Philodendron mansellii Croat
- Philodendron marahuacae G.S.Bunting
- Philodendron marcocorreanum Croat, M.M.Mora & Edwin Trujillo
- Philodendron maroae G.S.Bunting
- Philodendron martianum Engl.
- Philodendron martini Schott
- Philodendron mathewsii Schott
- Philodendron mawarinumae G.S.Bunting
- Philodendron maximum K.Krause
- Philodendron mayoi E.G.Gonç.
- Philodendron mcphersonii Croat
- Philodendron megalophyllum Schott
- Philodendron meieri Croat
- Philodendron melanochrysum Linden & André
- Philodendron melanoneuron Croat
- Philodendron melanum Croat
- Philodendron melinonii Brongn. ex Regel
- Philodendron mello-barretoanum Burle-Marx ex G.M.Barroso
- Philodendron membranaceum Poepp.
- Philodendron mentiens Croat & Delannay
- Philodendron merenbergense Croat
- Philodendron meridense G.S.Bunting
- Philodendron meridionale Buturi & Sakur.
- Philodendron mesae G.S.Bunting
- Philodendron mexicanum Engl.
- Philodendron micranthum Poepp. ex Schott
- Philodendron microstictum Standl. & L.O.Williams
- Philodendron millerianum Nadruz & Sakur.
- Philodendron minarum Engl.
- Philodendron misahualliense Croat & Cerón
- Philodendron missionum (Hauman) Hauman
- Philodendron modestum Schott
- Philodendron monsalveae Croat & D.C.Bay
- Philodendron montanum Engl.
- Philodendron moonenii Croat
- Philodendron morii Croat
- Philodendron multinervum G.S.Bunting
- Philodendron multispadiceum Engl.
- Philodendron muricatum Schott
- Philodendron musifolium Engl.
- Philodendron myrmecophilum Engl.
- Philodendron nadruzianum Sakur.
- Philodendron nanegalense Engl.
- Philodendron narinoense Croat
- Philodendron nebulense G.S.Bunting
- Philodendron ninoanum Croat & D.C.Bay
- Philodendron niqueanum Croat
- Philodendron nullinervium E.G.Gonç.
- Philodendron oblanceolatum Croat & D.C.Bay
- Philodendron obliquifolium Engl.
- Philodendron oblongum (Vell.) Kunth
- Philodendron obtusilobum Miq.
- Philodendron ochrostemon Schott
- Philodendron oligospermum Engl.
- Philodendron opacum Croat & Grayum
- Philodendron orionis G.S.Bunting
- Philodendron ornatum Schott
- Philodendron ovatoluteum Croat
- Philodendron pachycaule K.Krause
- Philodendron pachyphyllum K.Krause
- Philodendron palaciosii Croat & Grayum
- Philodendron paludicola E.G.Gonç. & Salviani
- Philodendron pambilarense Croat
- Philodendron panamense K.Krause
- Philodendron panduriforme (Kunth) Kunth
- Philodendron parvidactylum Croat
- Philodendron parvilobum Croat
- Philodendron pastazanum K.Krause
- Philodendron patriciae Croat
- Philodendron paucinervium Croat
- Philodendron paxianum K.Krause
- Ausgefranster Baumfreund (Philodendron pedatum (Hook.) Kunth, Syn.: Philodendron laciniatum (Vell.) Engl., Philodendron amazonicum Engl., Philodendron laciniatum var. palmatisectum Engl., Philodendron laciniatum var. weddellianum Engl., Philodendron pedatum var. weddelianum Engl., Philodendron weddellianum Engl., Philodendron quercifolium Engl., Philodendron duisbergii Epple ex G.S.Bunting, Philodendron polypodioides A.M.E.Jonker & Jonker)
- Philodendron pedunculum Croat & Grayum
- Philodendron peperomioides G.S.Bunting
- Philodendron peraiense G.S.Bunting
- Philodendron perplexum G.S.Bunting
- Philodendron phlebodes G.S.Bunting
- Philodendron pierrelianum Scherber., Croat, M.M.Mora & G.Ferry
- Philodendron pimichinese G.S.Bunting
- Philodendron pinnatifidum (Jacq.) Schott
- Philodendron pinnatilobum Engl.
- Philodendron pipolyi Croat
- Philodendron pirrense Croat
- Philodendron placidum Schott
- Philodendron planadense Croat
- Philodendron platypetiolatum Madison
- Philodendron platypodum Gleason
- Philodendron pogonocaule Madison
- Philodendron pokigronense Croat
- Philodendron polliciforme Croat & D.C.Bay
- Philodendron popenoei Standl. & Steyerm.
- Philodendron populneum K.Koch ex Schott
- Philodendron profundisulcatum Croat
- Philodendron prominulinervium Croat
- Philodendron propinquum Schott
- Philodendron pseudauriculatum Croat
- Philodendron pseudoundulatum Grau
- Philodendron pseudoverrucosum Croat
- Philodendron pteropus Mart. ex Engl.
- Philodendron pterotum K.Koch & Augustin
- Philodendron puhuangii Croat
- Philodendron pulchellum Engl.
- Philodendron pulchrum G.M.Barroso
- Philodendron purpureoviride Engl.
- Philodendron purulhense Croat
- Philodendron pusillum E.G.Gonç. & Bogner
- Philodendron quelalii Croat & Mines
- Philodendron quinquelobum K.Krause
- Philodendron quinquenervium Miq. (Syn.: Philodendron acutatum Schott, Philodendron cyclops A.D.Hawkes, Philodendron guaraense E.G.Gonç.)
- Philodendron quitense Engl.
- Philodendron radiatum Schott
- Philodendron rayanum Croat & Grayum
- Philodendron recurvifolium Schott
- Philodendron remifolium R.E.Schult.
- Philodendron renauxii Reitz
- Philodendron reticulatum Grayum
- Philodendron rheophyticum Buturi & Temponi
- Philodendron rhizomatosum Sakuragui & Mayo
- Philodendron rhodoaxis G.S.Bunting
- Philodendron rhodospathiphyllum Croat & D.C.Bay
- Philodendron rhodospermum Calazans & Sakur.
- Philodendron ricardoi E.G.Gonç.
- Philodendron ricaurtense Croat
- Philodendron rigidifolium K.Krause
- Philodendron rimachii Croat
- Philodendron riparium Engl.
- Philodendron robustum Schott
- Philodendron rodrigueziae Croat & Grayum
- Philodendron roezlii W.Bull
- Philodendron rojasianum Standl. & Steyerm.
- Philodendron romeroi Grayum
- Philodendron roraimae K.Krause
- Philodendron roseocataphyllum Croat & M.M.Mora
- Philodendron roseopetiolatum Nadruz & Mayo
- Philodendron roseospathum Croat
- Philodendron rothschuhianum (Engl.) Croat & Grayum
- Philodendron rubrocinctum Engl.
- Philodendron rubromaculatum Croat & D.C.Bay
- Philodendron rudgeanum Schott
- Philodendron rugapetiolatum Croat & M.M.Mora
- Philodendron rugosum Bogner & G.S.Bunting
- Philodendron ruizii Schott (Syn.: Philodendron buchtienii K.Krause)
- Philodendron ruthianum Nadruz
- Philodendron sagittifolium Liebm.
- Philodendron samayense G.S.Bunting
- Philodendron sanmarcoense Croat
- Philodendron santodominguense G.S.Bunting
- Philodendron saxicola K.Krause
- Philodendron scalarinerve Croat & Grayum
- Philodendron scherberichii Croat & M.M.Mora
- Philodendron schmidtiae Croat & Cerón
- Philodendron schottianum H.Wendl. ex Schott
- Philodendron schottii K.Koch
- Philodendron scitulum G.S.Bunting
- Philodendron scottmorianum Croat & Moonen
- Philodendron seguine Schott
- Philodendron senatocarpium Madison
- Philodendron serpens Hook. f.
- Philodendron sharoniae Croat
- Philodendron silverstonei Croat
- Philodendron simmondsii Mayo
- Philodendron simonianum Sakur.
- Philodendron simsii (Hook.) Sweet ex Kunth
- Philodendron simulans G.S.Bunting
- Philodendron smithii Engl.
- Philodendron solimoesense A.C.Sm.
- Philodendron sonderianum Schott
- Philodendron sousae Croat
- Philodendron sparreorum Croat
- Philodendron speciosum Schott ex Endl.
- Philodendron sphalerum Schott
- Philodendron spiritus-sancti G.S.Bunting
- Philodendron splitgerberi Schott
- Philodendron spruceanum G.S.Bunting
- Philodendron squamicaule Croat & Grayum
- Philodendron squamiferum Poepp.
- Philodendron squamipetiolatum Croat
- Philodendron standleyi Grayum
- Philodendron stenolobum E.G.Gonç.
- Philodendron stenophyllum K.Krause
- Philodendron steyermarkii G.S.Bunting
- Philodendron straminicaule Croat
- Philodendron striatum Croat & D.C.Bay
- Philodendron strictum G.S.Bunting
- Philodendron suberosum Croat & D.C.Bay
- Philodendron subhastatum K.Krause
- Philodendron subincisum Schott
- Philodendron sucrense G.S.Bunting
- Philodendron sulcatum K.Krause
- Philodendron sulcicaule Croat
- Philodendron surinamense (Miq.) Engl.
- Philodendron swartiae Croat
- Philodendron tachirense G.S.Bunting
- Philodendron tarmense Engl.
- Philodendron tatei K.Krause
- Philodendron tenue K.Koch & Augustin
- Philodendron tenuipes Engl.
- Philodendron tenuispadix E.G.Gonç.
- Philodendron teretipes Sprague
- Philodendron thalassicum Croat & Grayum
- Philodendron thaliifolium Schott
- Philodendron tortum M.L.Soares & Mayo
- Philodendron toshibae M.L.Soares & Mayo
- Philodendron traunii Engl.
- Philodendron triangulare G.S.Bunting
- Philodendron tricostatum Croat & D.C.Bay
- Philodendron tripartitum (Jacq.) Schott
- Philodendron triplum G.S.Bunting
- Philodendron trojitense Croat & D.C.Bay
- Philodendron trujilloi G.S.Bunting
- Philodendron tuerckheimii Grayum
- Philodendron tweedieanum Schott
- Philodendron tysonii Croat
- Philodendron ubigantupense Croat
- Philodendron uleanum Engl.
- Philodendron uliginosum Mayo
- Philodendron undulatum Engl.
- Philodendron urraoense Croat
- Philodendron ushanum Croat & Moonen
- Philodendron utleyanum Croat
- Philodendron validinervium Engl.
- Philodendron vargealtense Sakuragui
- Philodendron variifolium Schott
- Philodendron venezuelense G.S.Bunting
- Philodendron venosum (Willd. ex Schult. & Schult. f.) Croat
- Philodendron ventricosum Madison
- Philodendron venulosum Croat & D.C.Bay
- Philodendron venustifoliatum E.G.Gonç. & Mayo
- Philodendron venustum G.S.Bunting
- Philodendron verapazense Croat
- Philodendron verrucapetiolum Croat
- Philodendron verrucosum L.Mathieu ex Schott (Syn.: Philodendron carderi auct., Philodendron daguense Linden & André, Philodendron discolor K.Krause, Philodendron lindenii Engl., Philodendron pilatonense Engl.)
- Philodendron victoriae G.S.Bunting
- Philodendron vinaceum G.S.Bunting
- Philodendron viride Engl.
- Philodendron wadedavisii Croat
- Philodendron wallisii Regel ex Engl.
- Philodendron warszewiczii K.Koch & C.D.Bouché
- Philodendron weberbaueri Engl.
- Philodendron wendlandii Schott
- Philodendron werkhoveniae Croat
- Philodendron werneri Croat
- Philodendron wilburii Croat & Grayum
- Philodendron williamsii Hook. f.
- Philodendron wittianum Engl.
- Philodendron woronowii K.Krause
- Philodendron wullschlaegelii Schott
- Philodendron wurdackii G.S.Bunting
- Philodendron xanadu Croat, Mayo & J.Boos
- Philodendron yavitense G.S.Bunting
- Philodendron yutajense G.S.Bunting
- Philodendron zhuanum Croat

## Nutzung
Einige werden in den Tropen bis Subtropen als Zierpflanzen für Parks und Gärten verwendet. Mehrere davon werden als Zimmerpflanze gepflegt, beispielsweise: Kletterphilodendron (Philodendron hederaceum, im Handel unter dem Synonym Philodendron scandens geführt), Philodendron erubescens mit vielen Sorten in unterschiedlichen Blattfarben, zum Beispiel Rotblättriger Philodendron 'Red Emerald', Baum-Philodendron oder Doppeltspaltfiederblättriger Baumfreund (Philodendron bipinnatifidum), zu dieser Art gehört auch der Zottelige Philodendron, der auch als eigene Art Philodendron selloum gehandelt wird, Herzblättriger Philodendron (Philodendron cordatum), Kleinblättriger Philodendron (Philodendron grazielae), Ausgefranster Baumfreund (Philodendron laciniatum).
Zudem gibt es verschiedene Zuchtformen. Philodendren im Allgemeinen sind beliebte, da leicht zu kultivierende, schattenverträgliche und schnell wachsende Zimmerpflanzen. Sie eignen sich auch sehr gut für Hydrokultur.
Auswirkung auf das Raumklima
Philodendren können – ähnlich der Grünlilie – einige Wohnraumgifte aus der Luft gut aufnehmen; in besonderem Maße gilt dies für die Giftstoffe Formaldehyd, Kohlenmonoxid und Benzol. Vergleiche auch Liste von luftreinigenden Pflanzen.

## Verwechslungsmöglichkeiten vonMonstera- undPhilodendron-Arten
Wenige Arten der Gattung Fensterblätter (Monstera) werden selten als Philodendron-Arten gehandelt, da sie zu einer Zeit in den Gartenbau eingeführt wurden, als beispielsweise für Monstera adansonii Schott der botanische Name Philodendron pertusum (L.) K.Koch & C.D.Bouché verwendet wurde. Die Laubblätter einiger Philodendron-Arten sehen denen mancher Monstera-Arten sehr ähnlich. Allerdings werden die beiden Gattungen Monstera und Philodendron zu verschiedenen Unterfamilien der Familie Araceae gezählt.